# Contrareforma

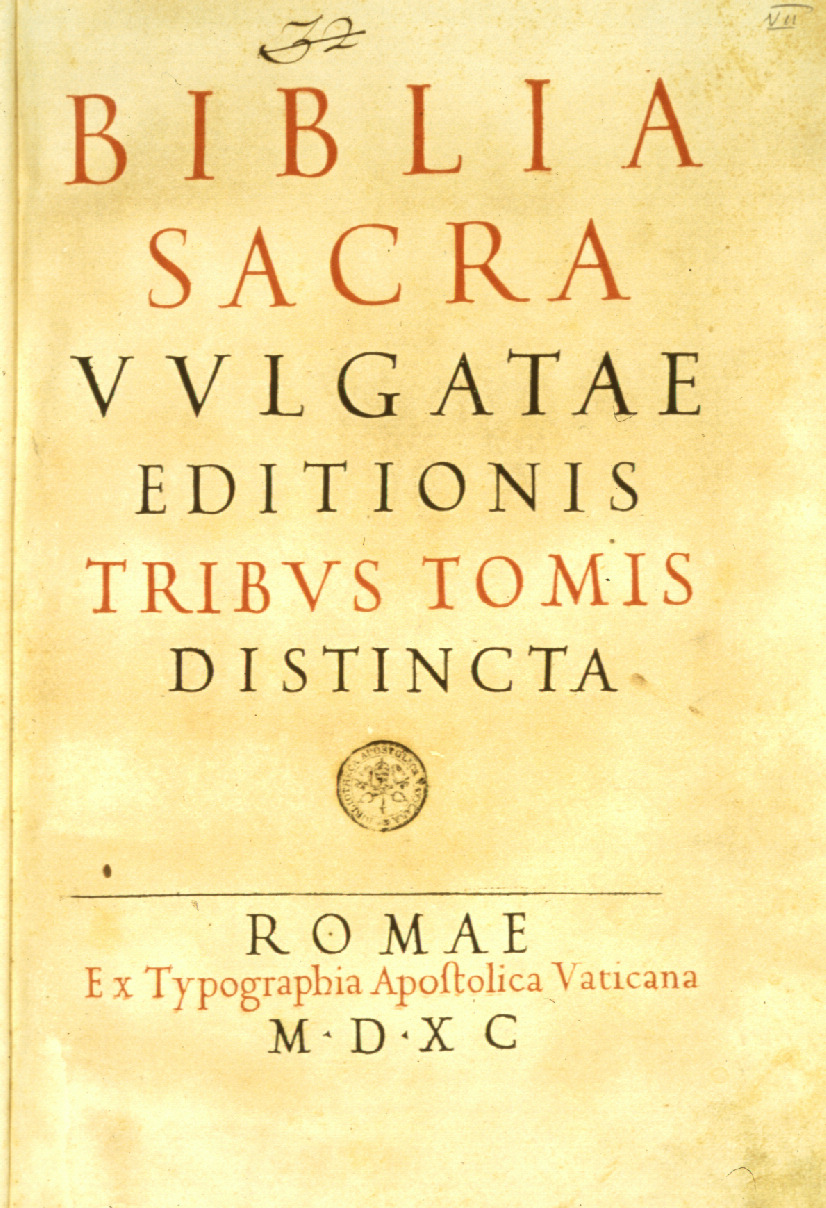
Una còpia de la Vulgata, l'edició llatina de la Bíblia catòlica, impresa al 1590, després que diverses de les reformes del Concili haguessin començat a tenir lloc al món catòlic.

La Contrareforma (també anomenada la "Revifada catòlica" o la "Reforma catòlica") va ser el període de ressorgiment catòlic que començà amb el Concili de Trento (1545-1563) i acabà amb el final de la Guerra dels Trenta Anys (1648), i va ser iniciat en resposta al cisma provocat per Martí Luter i les diferents esglésies protestants. Consistí en una sèrie de canvis a l'Església Catòlica per fer front a les crítiques de l'època i enfortir-se davant les altres confessions.
La contrareforma va ser un esforç integral compost per quatre elements principals:
1. reconfiguració eclesiàstica o estructural
2. ordes religiosos
3. moviments espirituals
4. dimensions polítiques

Aquestes reformes incloïen la fundació de seminaris per a la preparació adequada dels preveres en la vida espiritual i les tradicions teològiques de l'Església, la reforma de la vida religiosa fent tornar els ordes als seus orígens espirituals, i l'aparició de nous moviments espirituals enfocats a la vida devocional, basats en l'ascetisme, en la predicació propera i en la renúncia al luxe i a una relació personal amb Crist, amb un paper central de la pregària, que incloïa els místics espanyols i l'escola francesa d'espiritualitat. Es va reforçar també el lideratge del Papa com a cap de l'Església. També hi van haver activitats polítiques que inclogueren la Inquisió romana. Un èmfasi primari de la Contrareforma va ser una missió per arribar a aquelles parts del món que estaven sent colonitzades principalment pels catòlics, així com intentar reconvertir aquelles regions com Suècia o Anglaterra que havien abandonat el catolicisme.

## Precursors
Els segles xiv, xv i xvi van veure una revifada espiritual a Europa, on la qüestió de la salvació esdevingué central. Es coneix com la Reforma Catòlica. Diversos teòlegs es remuntaren als primers dies del cristianisme i qüestionaren la seva espiritualitat. Els seus debats s'expandiren per tot Europa durant els segles xv i xvi, mentre que els crítics seculars també van examinar la pràctica religiosa, el comportament del clergat i les posicions de l'Església. Diversos corrents de pensament eren actius, però les idees de reforma i renovació van ser guiats pel clergat. Les reformes decretades al Cinquè Concili del Laterà (1512-1517) van tenir només un petit efecte. Algunes posicions van anar més enllà de les posicions oficials de l'Església, portant a la ruptura amb la Santa Seu i la formació de les esglésies protestants. Així i tot, els partits conservadors i reformistes encara sobrevivien dins de l'Església Catòlica quan es propagava la Reforma Protestant. L'Església Protestant definitivament es va separar de l'Església Catòlica en la dècada de 1520. Les dues posicions dogmàtiques diferents dins de l'Església Catòlica se solidifiquen a la dècada de 1560. La Reforma Catòlica es va fer coneguda com la Contrareforma, que es defineix com una reacció al protestantisme, més que com un moviment de reforma.
Els ordes regulars van fer els seus primers intents de reforma al segle xiv. La Reforma benedictina de 1336 va reformar el benedictins i cistercencs. El 1523, els  ermitans camaldulesos de Monte Corona van ser reconeguts com una congregació separada dels monjos. El 1435 Francesc de Paula va fundar els Ermitans Pobres de Sant Francesc d'Assís, que es van convertir en els Frares Mínims. El 1526, Matteo da Bascio suggerir reformar la regla de vida franciscana a la seva puresa original, donant a llum als caputxins, reconeguts pel Papa el 1619. Aquest ordre va ser ben conegut pels laics i tingué el paper important en la predicació pública. Per respondre a les noves necessitats de l'evangelització, clergues formats en les congregacions religioses, prenent vots especials, però sense l'obligació d'assistir als oficis religiosos d'un monestir. Aquest clergat regular va ensenyar, predicar i van prendre la confessió, però estaven sota l'autoritat directa d'un bisbe i no pas vinculats a una parròquia o àrea específica com un vicari o canonge. A Itàlia, la primera congregació de clergues regulars van ser els teatins fundats el 1524 per Gaietà de Thiene i pel cardenal Caraffa. Van ser seguits pels somascos en 1528, els barnabites en 1530, les ursulines en 1535, els jesuïtes, canònicament reconeguts en 1540, els leonardins en 1583, els camils en 1584, els caracciolins en 1588, i finalment els escolapis en 1621. En 1524, un nombre de sacerdots en Roma van començar a viure en una comunitat centrada en Felip Neri. Els oratorians van rebre les seves institucions en 1564 i van ser reconeguts com un orde pel Papa en 1575. Van utilitzar la música i el cant per atraure els fidels.

## El Concili de Trento

### Antecedents històrics

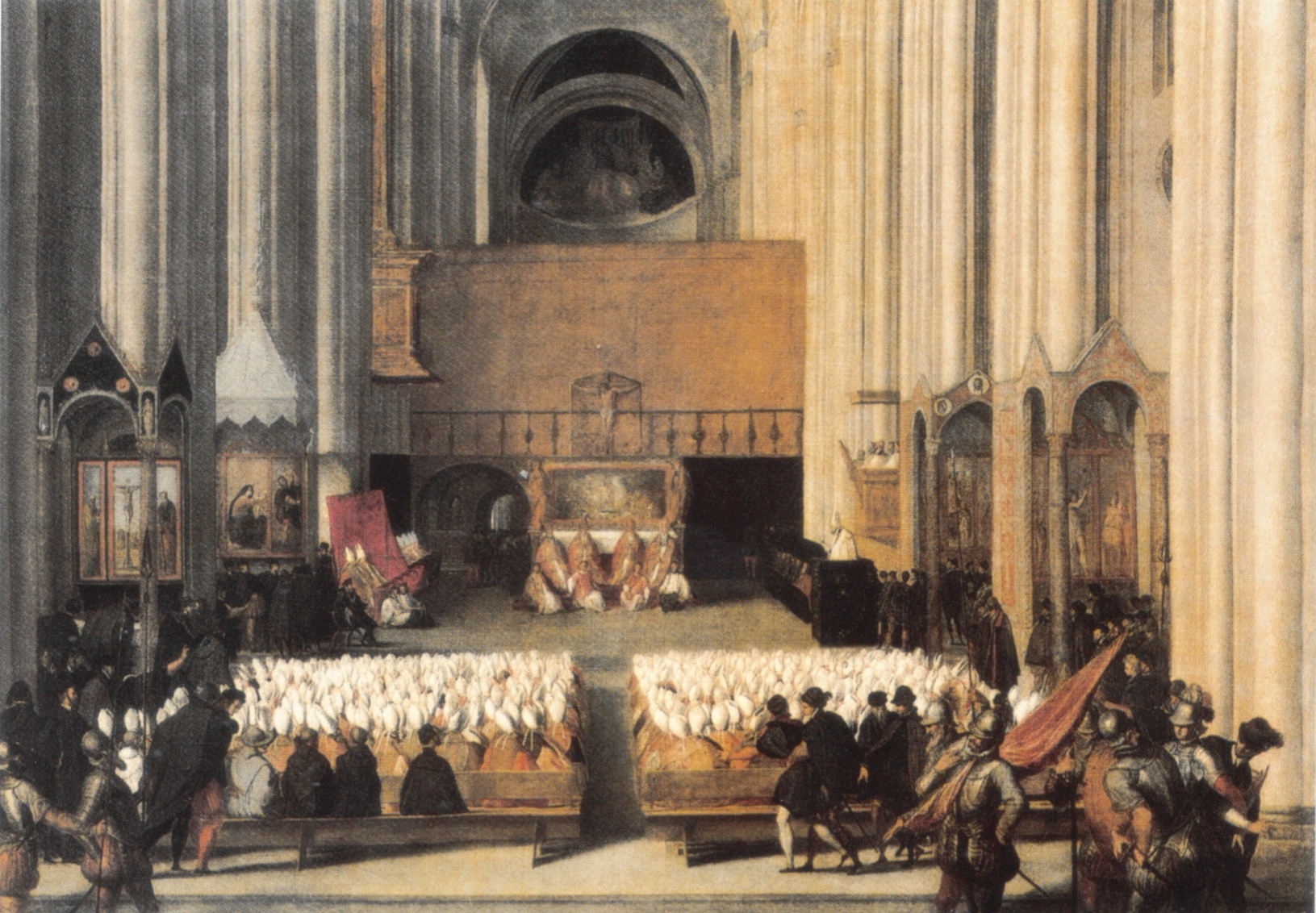
Paolo Farinatis, Sessió del Concili de Trento el 1563

Davant el desastre que el catolicisme estava passant per tot Europa per l'avanç del moviment protestant, la jerarquia romana va començar a preparar una contraofensiva. El papa Climent VII, conscient del conciliarisme establert a Constança i Basilea al segle xv, preferí no convocar cap concili ecumènic, per por que això podria interferir amb la primacia de Pere. La situació va canviar amb Pau III (1534-1549), que va ordenar als cardenals Contarini i Pole que acordessin amb l'emperador Carles V per trobar una ciutat on els luterans i els catòlics es poguessin enfrontar. Va triar Trento per dues raons: pertanyia a l'Imperi i era geogràficament prop de l'Alemanya luterana. El camí va ser llarg i difícil: primer convocat pel 1542, més tard va ser definitivament convocat pel Papa el 1545 amb la butlla Laetare Jerusalem. L'objectiu era realitzar una reforma institucional, abordant temes polèmics com a bisbes i sacerdots corruptes, indulgències i altres abusos financers.Com a successor de Juli III, l'intransigent Pau IV (1555-1559), que no volia continuar, ja que creia que només a la seu romana competia la tasca de la Reforma Posteriorment, el Papa Pius IV (1562), va concloure el concili en 1563.
Mentre es van reafirmar els fonaments tradicionals de l'Església, hi va haver canvis notables per respondre a queixes que els contrareformadors estaven, tàcitament, disposats a admetre que eren legítimes. Entre les condicions per a ser corregits pels reformadors catòlics era la creixent divisió entre els clergues i els laics; molts membres del clergat a les parròquies rurals, després de tot, havien estat mal educats. Sovint, aquests sacerdots rurals no sabien llatí i no tenien oportunitats per a una formació teològica adequada (dirigir l'educació dels sacerdots havia estat un focus fonamental dels reformadors humanistes en el passat). Els rectors havien de ser educats millor en qüestions de teologia i apologètica, mentre que les autoritats papals van tractar d'educar els fidels sobre el significat, la naturalesa i valor de l'art i la litúrgia, sobretot en les esglésies monàstiques (els protestants els havien criticat com "distracció"). Els quaderns i manuals es van fer més comuns, descrivint com ser bons sacerdots i confessors.
Per tant, el Concili de Trento va tractar de millorar la disciplina i l'administració de l'Església. Els excessos mundans de l'Església renaixentista secular, personificats per l'era d'Alexandre VI (1492-1503), es van intensificar durant la Reforma sota el papa Lleó X (1513-1522), la campanya per recaptar fons per a la construcció de la basílica de Sant Pere, recolzant l'ús de les indulgències que va servir com a impuls clau per a les 95 tesis de Martí Luter. L'Església Catòlica va respondre a aquests problemes mitjançant una vigorosa campanya de la reforma, inspirada en els moviments de reforma catòlica anteriors que van precedir al Concili de Constança (1414-1417): l'humanisme, devocionalisme, legalisme i la tradició.
El Concili, en virtut de les seves accions, va repudiar el pluralisme del Renaixement secular que havia plagat prèviament l'Església: l'organització de les institucions religioses va estrenyes, la disciplina es millorà, i es va posar èmfasi en les parròquies. El nomenament dels bisbes per motius polítics ja no es tolerà. En el passat, els grans latifundis van obligar a molts bisbes a ser "bisbes absents" que de vegades eren administradors de la propietat entrenats en l'administració. Per tant, el Concili de Trento combatí l'"absentisme", que era la pràctica dels bisbes que vivien a Roma o en terres dels terratinents en lloc d'en les seves diòcesis. El Concili de Trento va donar també més poder als bisbes per supervisar tots els aspectes de la vida religiosa. Prelats gelosos, com l'arquebisbe de Milà Carles Borromeo (1538-1584), més tard canonitzat com a sant, són un exemple visitant les parròquies més remotes i inculcant alts estàndards.

### Decrets doctrinals
La conclusió dels decrets conciliars eren completament oposats als originalment dissenyat per Pau III i Carles V. Si ells estaven ansiosos per trobar un compromís amb els luterans (significava l'acció mitjancera de Contarini al Col·loqui de Ratisbona), l'ala reaccionària encapçalada per Pau IV es va fer càrrec, gràcies a la mort dels defensors de la banda mitjancera com Contarini i Pole. De fet, els decrets conciliars que després van ser aprovats per la butlla Benedictus Deus de 26 gener de 1564 anaven a consolidar els punts doctrinals que s'oposaven als promoguts pel protestantisme, posant l'accent en la relació entre la fe i les obres, l'autoritat de l'Església en la interpretació de l'Escriptura i la restauració de la monarquia absolutista papal.
El Concili va confirmar l'estructura bàsica de l'Església medieval, el seu sistema sacramental, ordes religiosos, i la doctrina. Va rebutjar tot compromís amb els protestants, reafirmant els principis bàsics de la fe catòlica romana. El Concili va confirmar que la salvació era concedida per gràcia mitjançant la fe i les obres de la fe (no només per la fe, com els protestants insistien) perquè «la fe sense les obres és morta» La transsubstanciació, segons la qual el pa i el vi consagrats se celebren haver-se transformat real i substancialment en el cos, sang, ànima i divinitat de Crist, també es va reafirmar, igual que els tradicionals set sagraments de l'Església Catòlica. Altres pràctiques que va atreure la ira dels reformadors protestants, com els pelegrinatges, la veneració dels sants i relíquies, l'ús de les imatges i estàtues venerables, i la veneració de la Mare de Déu van ser fortament reafirmades com pràctiques espiritualment encomiables. El Concili, en el Cànon de Trento, va acceptar oficialment la Vulgata. Això reafirmà l'anterior Concili de Roma i dels Sínodes de Cartago (tots dos celebrats al segle iv), que havia afirmat els llibres Deuterocanonics com Escriptura. El Consell també va encarregar el Catecisme Romà, que encara serveix ensenyament de l'Església com a autoritat.
Resumint:
1. La validesa de les obres juntament amb la fe (en contra de la sola fide protestant).[16]
2. La imposició de la Vulgata jerònima com l'única versió vàlida de la Bíblia, i la prohibició de l'ús de les llengües vernacles a les traduccions de la Sagrada Escriptura i al culte.
3. La interpretació de l'Escriptura està confiada exclusivament al clergat (en contra del principi de sacerdotium universale protestant).
4. A més de l'Escriptura, ha de ser considerat com una font revelada al Traditio Ecclesiae[16].
5. Es renova un "optimisme antropològic" que l'home és capaç de triar entre el bé i el mal (el protestantisme accentua un pessimisme antropològic).[17]
6. Reafirmació dels set sagraments (contra els dos permesos per les denominacions protestants: el baptisme i la Santa Cena).[16]
7. Reafirmació del sacrifici eucarístic durant la Consagració (la transsubstanciació).[16]
8. Reafirmació del celibat clerical.[18]
9. La reafirmació de la primacia de Pere i de la jerarquia eclesiàstica.

### Decrets disciplinars
A causa que els decrets es troben amb una aplicació concreta, es va procedir a la definició d'una pràctica eclesial molt estricta, un cop que l'edifici de les persones a través d'una conducta exemplar del clergat, dictaminant que:
1. Els sacerdots han d'estar preparats culturalment i teològicament. Es procedeix a l'erecció de seminaris diocesans.[19]
2. Els bisbes han de residir a la diòcesi, realitzant visites pastorals i controlant directament les accions del clergat.[19]
3. El clergat ha de revisar acuradament la moral dels seus fidels i mantenir els registres de les dates de baptismes, matrimonis i morts.[19]
4. Hi va haver una "rehabilitació moral" de convents i monestirs de totes aquelles persones indignes o forçades a la vida monàstica en contra de la seva voluntat.[19]

### Ritu uniformitzat, de vegades anomenatritu tridentino
Amb el final del Concili de Trento, s'assolí una uniformitat dels diversos ritus litúrgics al romà en aquestes províncies de l'Església que no tenien ritu propi des de més de dues centúries. Fins al segle xvi, existien nombrosos ritus que, tot i que eren uniformes des del punt de vista estructural, diferien en invocacions i oracions relacionades amb la cultura local. El Concili, per evitar més problemes en el futur pel que fa a l'ofici de la missa, va decidir desenvolupar un ritual que refés el més possible aquells antics. Va néixer d'aquesta manera, l'anomenada missa tridentina, per diferenciar-la de l'establerta seguint les disposicions del Concili Vaticà II. El projecte dels pares tridentins va ser realitzat pel papa Pius V, que va proclamar, en la butlla Quo primum (1570), que l'Eucaristia s'havia de celebrar d'acord amb la fórmula establerta a Trento. Es van mantenir intactes, però, els ritus que tenien més de dos-cents anys.

## Característiques de la societat post-tridentina

### Les guerres de religió

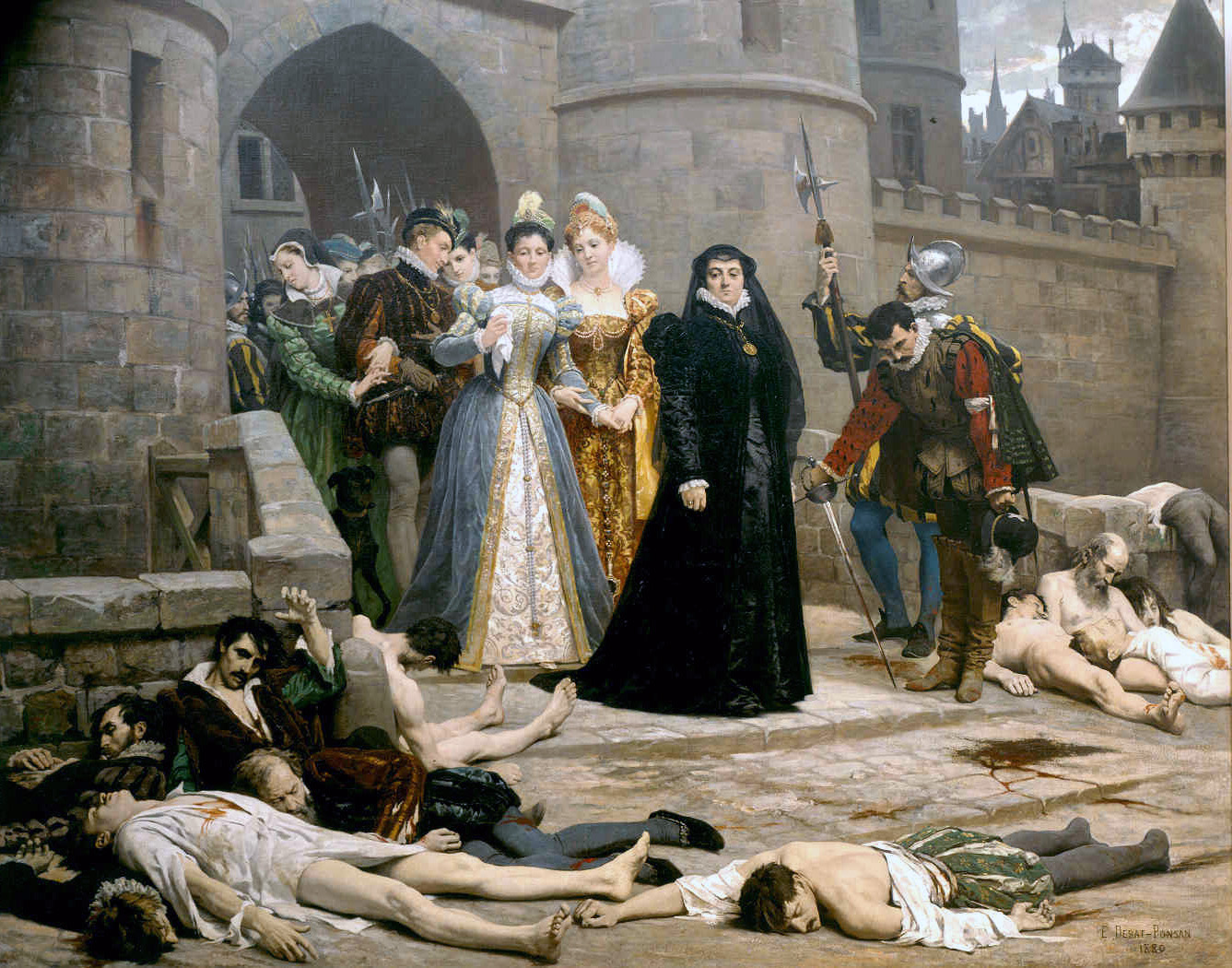
Edouard Debat-Ponsan (1847-1913), Un matin devant la port du Louvre, oli sobre llenç, 1880, Museu d'Art Roger-Quilliot, Clermont-Ferrand. La nit de Sant Bartomeu (24-25 d'agost de 1572) va ser una de les massacres més sagnants i horribles comesos pels catòlics contra els hugonots francesos.

La conseqüència d'aquestes reformes dràstiques, va ser una accentuació del clima d'intolerància que ja podia sentir les conseqüències de la reforma luterana. Els anys seixanta del segle xvi, de fet, Europa es va veure immersa en una sèrie de guerres de religió entre catòlics i protestants que van desestabilitzar profundament l'equilibri intern dels estats, destacant el paper de campió polític i religiós de la Contrareforma, el catòlic rei d'Espanya Felip II.
- França, dirigida per Caterina de Mèdici com a regent, va forcejar entre moments de reconciliació momentània i el conflicte obert, afavorit pel conflicte entre la monarquia i l'aristocràcia de la sang (els Guisa) i els hugonots calvinistes. L'àpex va tocar el conflicte en el regnat d'Enric III (1574-1589), quan el rei va tractar de promoure la pau interna reconciliant-se amb l'hugonot Enric de Navarra. La conseqüència d'aquest acte va ser l'assassinat d'Enric III, obstaculitzat l'ascens d'Enric IV pels membres de la Lliga Catòlica (patrocinada per Espanya), la conquesta del poder de Navarra i la proclamació de l'Edicte de Nantes (1.589), pel qual es tolerà la presència del calvinisme en algunes ciutats fortificades franceses.[23]
- Anglaterra va ser també el centre de les guerres de religió entre catòlics i protestants. Després de la separació de Roma (1534) per Enric VIII, el rei es va declarar cap de l'Església Anglicana. Enric, tot i la ruptura, es mantingué constantment ortodox a nivell dogmàtic.[24] Per contra, el seu successor, el jove rei Eduard VI (1547-1553), envoltat de cortesans i teòlegs calvinistes (com Thomas Cranmer), va treballar per a la introducció del dogma calvinista dins de l'Església.[25] Per revertir la situació estava la mitja germana i fervent catòlica Maria I (1553-1558), filla del primer matrimoni d'Enric VIII i Caterina d'Aragó. Maria, en el seu curt regnat, va tractar de reintroduir els costums i usos catòlics, iniciant al mateix temps, una persecució violenta contra els heretges protestants.[26] Molt més duradores van ser les reformes religioses de la segona filla d'Enric, Isabel I (1558-1603) qui, en 1559 va publicar un llibre d'oració comuna (The Book fo Common Prayer),[27] mentre que el 1563 promulgà[27] una sèrie articles de fe (39 articles). Malgrat aquest intent de pacificació, Isbabel va començar a perseguir als súbdits catòlics després que Pius V la va excomunicar oficialment el 1570,[28] i després que es donés a conèixer el complot (afavorit per Espanya) per deposar-la, posant en el tron la seva cosina, l'ex reina Escòcia Maria Estuard. Isabel va ser capaç de resistir l'intent armat de posar fi al seu regnat de Felip II, amb l'enviament de l'Armada Invencible (1588).[29]
- La Guerra dels Trenta Anys. Les turbulències polítiques i religioses semblaven desaparèixer en les albors del segle xvii, però no era més que una treva. El 1618, després de la defenestració de Praga, una violenta guerra va esclatar entre els Habsburg austríacs i els prínceps protestants de l'Imperi, que duraria fins a 1648. Aquest conflicte, que es va estendre a tots els principals països europeus (els Estats Pontificis, Baviera, els Habsburg d'Àustria i Espanya, d'una banda, França, els Països Baixos, Suècia i els altres prínceps protestants), va ser l'últim que podem definir de caràcter religiós. De fet, la participació de la França catòlica (dirigida per Richelieu) en el costat de les calvinistes i luterans i la humiliació soferta pels exèrcits imperials, els portaveus de la reunificació religiosa somiada pel Papat, va posar final al somni d'una restauració catòlica per part de l'Església.

### L'absolutisme papal
El tret característic de la cultura religiosa postridentina va ser l'afirmació definitiva l'absolutisme papal i la mort del conciliarisme. Els papes de la segona meitat del segle xvi es van comprometre, de fet, a posar l'accent en el decret conciliar tridentí reiterant el caràcter diví de la seu episcopal romana, limitant així les fortes aspiracions d'autonomia de les seus sufragànies. Gràcies també als tractats del teòleg jesuïta (i més tard cardenal) Roberto Bellarmino, es tractava d'una exaltació personal del Romà Pontífex com a Vicarius Dei i cor de la mateixa Església:
| «                                                                                        | L'exaltació dels pontífexs, les seves accions i els seus èxits, es va convertir en una constant; els panegírics seguien el model dels escrits en honor dels emperadors, però l'exaltació de la persona que realment van posposar l'exaltació de l'església | » |
| — Storia del Cristianesimo-l'età moderna, a.c. di G.Filoramo – D. Menozzi, cit., p. 183. | |   |

El punt culminant del període en què es consolida aquesta dimensió curial, centralitzada i absolutista es pot marcar des del pontificat de Pau III (1534-1549) al de Gregori XV (1621-1623), en què els papes autoritàris i absolutistes com Pius V i Sixte V encarnen l'esperit de renovació que es va estendre en la consciència catòlica post-tridentina. Des del pontificat d'Urbà VIII (1623-1644) al de Climent XII (1730-1740), és a dir, «el llarg segle xvii de les Esglésies cristianes», va ser testimoni de la fi del somni de la restauració catòlica d'Europa (amb el final de la Guerra dels Trenta Anys, 1648) i la solució de la mentalitat i les estructures Cúrials Romanes, fins a l'aparició de la Il·lustració que va ser el primer moviment cultural greu que pot soscavar el sistema socio-religiosa va sortir de Trento.

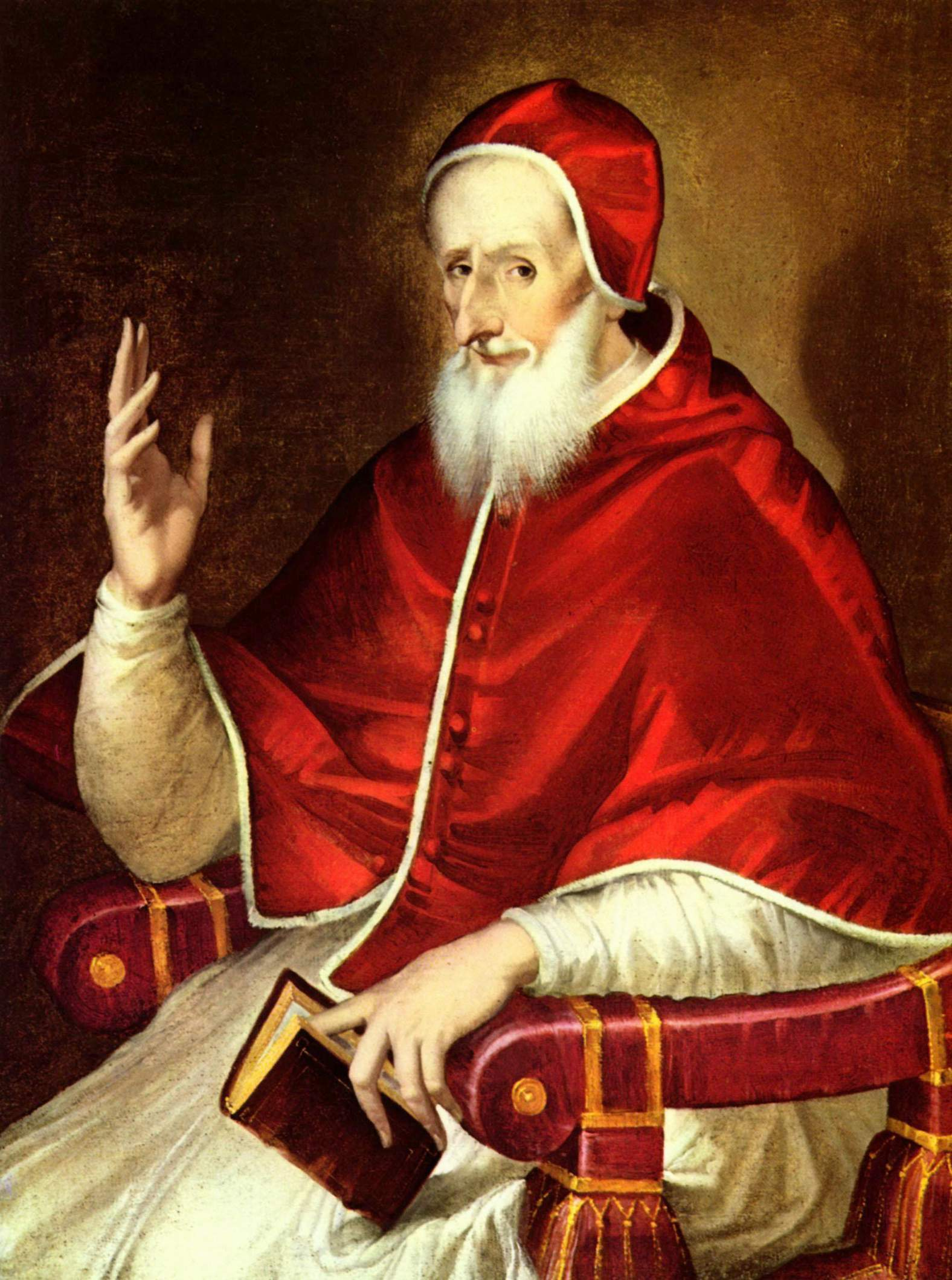
El Greco, Retrat de Pius V, Oli sobre tela, data desconeguda, Col·lecció privada, París.

Pius V va ser un dels Papes més enèrgics i actius del període post-tridentí immediat, encarnant plenament l'esperit de reafirmar el prestigi romà.

### El Papat de la Contrareforma

#### De Pius IV a Climent VIII (1559-1605). La implementació del Concili
Pius IV, en els últims anys del seu pontificat, va mobilitzar-se perquè els canons disciplinars i teològics aprovats a Trento es posessin en pràctica. Per aquesta raó, ja en 1564 es va crear una Congregació del Concili, perquè vigilés l'aplicació de les disposicions del Concili i, el 13 de novembre de 1565, la publicació de la professió tridentina de la fe, "compendi" de la teologia de la Reforma Catòlica. L'obra de Pius IV va ser continuada per Michele Ghisleri, entronitzat en 1565 sota el nom de Pius V (1565-1572), inquisidor implacable animat per una voluntat estricta i inflexible per emfatitzar la plenitudo potestatis romana i combatre l'heretgia per tots els mitjans disponible possible. Sota ell:
| «                                                       | La Roma Papal tendia a formar norma de tota la vida de l'Església, de la litúrgia al dret, de la història a la teologia. També es verifica en el pla litúrgic i ritual. A causa que els pontífexs intervenien en la matèria, la reforma del Missal i del Breviari va ser feta pel papa Pius V | » |
| — G. Filoramo - D. Menozzi, L'Età Moderna, cit., p. 187 | |   |

A més de la reforma de l'missal (el "Missal de Sant Pius V"), Pius V també va patrocinar la uniformitat dels diversos ritus litúrgics de l'Església Catòlica (mantenint intacte el ritu ambrosià, també per la voluntat obstinada de Sant Carles Borromeu de mantenir la seva riquesa espiritual); va donar impuls a les missions (institució d'una congregació de cardenals en 1568); va establir a Roma un clima d'absoluta ortodòxia doctrinal acompanyada de la ortopraxi adequada pel clergat i els fidels; afavorí la propagació del Sant Rosari al poble, l'oració que va ser solemnitzat com acció de gràcies a la Mare de Déu per la victòria de la Santa Lliga a Lepant contra els turcs (1571) Les reformes van ser continuades per Gregori XIII (1572-1585), en preveure l'establiment de delegacions diplomàtiques permanents (les nunciatures apostòliques) per mantenir relacions estretes i contínues amb els monarques europeus i van començar les primeres disposicions eclesials pel que fa a l'obligació pels bisbes de presentar-se a Roma amb els informes de les visites pastorals per la seva conducta en les diverses diòcesis. Només en 1585, sota Sixt V (1585-1590), aquests decrets es van convertir en oficials, donant lloc a les relationes ad limina apostolorum encara vigents. Aquest Papa, tot i que va regnar només cinc anys, es va demostrar enèrgic en l'acció teològica i exegètica, a fi de completar la revisió de la Vulgata (publicada en 1592 sota Climent VIII, Papa de 1592 a 1605), en el compliment dels cànons de Trento, que incloïa la definició dels llibres de les Sagrades Escriptures.

#### El fi del somni de l'hegemonia catòlica (1605-1648)
La primera meitat del segle va veure el Papat dedicat a tractar d'imposar la seva supremacia en el camp religiós a tot Europa, i no es limità només als estats que, mentrestant, havien abraçat el protestantisme. Amb el suport d'un sistema polític-religiós estable i eficient, els papes de principi del segle xvii van tractar de reconstruir el somni medieval de Gregori VII i d'Innocenci III: una plenitudo potestatis directa que no es limités a exercir el poder espiritual en assumptes purament religiosos, sinó que també interferia en la política interna dels Estats, considerats com el braç "secular" de l'acció de l'Església.
L'execució d'aquest projecte es trobà ene l'autoritari Pau V (1605-1621), quan va llançar l'interdicte en contra de la República de Venècia (1606), per negar-se a lliurar a Roma de sacerdots culpables d'haver comès delictes i per no rebut peticions en relació amb la legislació eclesiàstica pontifícia. Pau V, però, no es va adonar que la seva postura era anacrònica: la defensa dels principis jurisdiccionals estatals, en l'era de les monarquies absolutes, havia desenvolupat un sentit d'orgull "secular" als estats, una forta oposició contra les pretensions d'intervenció directa del Papa en els seus assumptes domèstics. El mateix Belarmino es va donar compte, anys després, que era impossible seguir aquesta política:
| «                                                           | Robert Belarmino, particularment en les seves «Disputationes de controversiis christianae fidei adversus huius tempori haereticos» […] va prendre clarament nota del procés en curs en la formació dels estats moderns i la situació després de la Reforma, quan el suport a la causa de l'Església Romana per part dels estats catòlics havia estat obtingut del Papat a través de negociacions que van haver de reconèixer les diverses forces polítiques en l'àmbit de la jurisdicció eclesiàstica. A partir d'aquí va venir la incapacitat de proposar una perspectiva teocràtica en la qual el poder del Papa trobés ocasió per exercitar-lo directament a la societat. | » |
| — Powers-Vian, Història del Cristianisme, cit., Pp. 346-347 | |   |

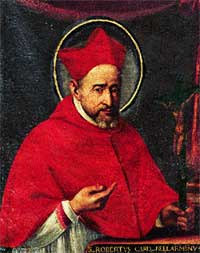
Anònim, El cardenal Roberto Bellarmino

De fet, el Papa no va poder aconseguir el resultat desitjat: la indiferència dels venecians (que van continuar celebrant els sagraments malgrat la prohibició papal), la reacció teològico-política amb fra Paolo Sarpi i les amenaces de la França d'Enric IV va obligar Pau a retrocedir de les seves propostes.
Després del breu però intens pontificat de Gregori XV (1621-1623), promotor de l'important dicasteri papal de Propaganda Fide (1622), seguit pels vint anys del papat d'Urbà VIII (1623-1644). El Pontífex, encara que partidari de la majestat pontifícia a la regulació de les qüestions internacionals, va haver de reconèixer amb tristesa el fracàs dels seus plans quan la França del Cardenal Richelieu, en la Guerra dels Trenta Anys, va lluitar al costat dels protestants contra els catòlics. La Pau de Westfàlia
| «                                                         | va posar fi a les grans guerres religioses i causà el fracàs del projecte de restauració contrareformista a Europa […] Amb la Pau de Westfàlia, que Innocenci X desautoritzar sense crear efectes especials, el papat va entrar en un període de greu crisi. | » |
| — (Powers-Vian, Història del Cristianisme, cit., P. 351.) | |   |

#### El Reformisme barroc i el seu final (1650-1740)
El papat de la segona meitat del segle xvii va haver de veure amargament el final de la seu signe de restauració catòlica, acontentant-se de ser la consciència moral i d'influenciar, amb la seva autoritat moral, les decisions polítiques dels estats catòlics. El pontificat d'Innocenci X (1644-1655) i d'Alexandre VII (1655-1667) van continuar per una part a la consolidació de la cultura contrareformista a través de les disposicions disciplinàries i el patrocini d'art barroc com un mitjà de difusió de la fe; de l'altra, per evitar la propagació de les "desviacions" ortodoxes tridentines. Entre ells, es va destacar en la importància i la influència cultural sobre el jansenisme, la doctrina desenvolupada pel bisbe dels Països Baixos Cornelius Jansen (1583-1638) prop de les posicions calvinistes sobre el problema de la gràcia i la predestinació El jansensime, encara que els seus seguidors (un conegut centre de difusió va ser el monestir de Port-Royal, al voltant del qual gravitava el filòsof i matemàtic francès Blaise Pascal) es van declarar seguidors del catolicisme romà, els papes d'Urbà VIII en endavant van resultar altament adversos a una adreça teològica tan propera al calvinisme. De fet, amb la butlla d'Innocenci X Cum Occasione del 1653 i amb les d'Alexandre VII (Ad sanctam beati Petri sedem del 1656 i Regiminis Apostolici del 1664), el papat va donar pas a una sèrie de condenes en les dècades següents, entre les quals segurament la més important és la butlla Unigenitus del 1713 de mans de Climent XI.
El pontífex va expressar majorment el paper com a guia espiritual i defensor intransigent de la doctrina va ser era Innocenci XI (1676-1689), que va tractar de reviure el papat en la seva missió pastoral, a partir d'una selecció més rígida per elegir candidats curials i tractant d'extirpar algunes plagues vils de la Cúria, on la vida principesca dels cardenals portaven al nepotisme. Els principals problemes del pontificat d'Innocenci van ser:
1. El quietisme. Propugnat pel sacerdot espanyol Miguel de Molinos, sostenia una forta religiositat interior tendint al misticisme, abandonant-se a un estat tranquil per fusionar la seva ànima amb Déu.[50] Com a resultat, el quietisme gairebé desacredità la importància de la pietat externa. Atacat pels jesuïtes, aquesta doctrina va ser condemnada per Innocenci XI en 1687.[50]
2. La qüestió gal·licana. Innocenci, entre 1680 i 1684, va haver d'enfrontar-se a l'intent del rei Lluís XIV de sotmetre a l'Església de França a la monarquia. Després d'una polèmica que va tocar la culminació 13 març 1682 amb la promulgació de la Declaratio cleri gallicani, on va limitar el poder papal, però reconeixent una supremacia espiritual.[51]

L'impuls reformista i pastoral va ser seguit per Innocenci XII (1691-1700), que va emetre la butlla Romanum decet pontificem (1692), on va condemnar explícitament el nepotisme; i Climent XI (1700-1721), qui va continuar la lluita contra el jansenisme. Amb aquest Papa, però, el prestigi del papat en l'esfera internacional lentament va començar a disminuir: la plena afirmació del jurisdiccionisme i la decadència dels Estats Pontificis en l'àmbit internacional va provocar una crisi d'autoritat de l'Església Catòlica en l'ètica i la doctrina. Amb les arrels de la Il·lustració a les files de la política i la cultura, llavors, es va estendre entre els cercles governamentals també un fort sentiment antijesuïta. Si Benet XIII (1723-1730) i Climent XII (1730-1740) van tractar d'oposar-se a les notícies que arriben des del món contemporani, Benet XIV (1740-1758), també pel seu esperit conciliador i el seu interès per totes les branques de la cultura, va tractar de trobar els canals de mediació amb la nova cultura europea. Però quan es va adonar dels possibles riscos que figuren en algunes obres (L'Esprit de lois de Montesquieu, per exemple) i de l'anticlericalisme cada vegada més dins dels estats catòlics d'Europa (principalment al Portugal del Marquès de Pombal), Benet XIV va procedir un replegament teològic i cultural al voltant de la defensa dels principis de la fe cristiana. Amb la segona fase del pontificat lambertinià, podem parlar sobre la fi del reformisme barroc.

## L'espiritualitat tridentina
La Reforma catòlica no només era un moviment polític i de la política de l'Església, sinó que també inclou importants figures com Ignasi de Loiola, Teresa d'Àvila, Joan de la Creu, Francesc de Sales i Felip Neri. Teresa de Jesús i Joan de la Creu van ser místics i reformadors espanyols de l'Orde del Carmel, el ministeri dels quals se centrava en la conversió interior a Crist, l'aprofundiment de l'oració i el compromís amb la voluntat de Déu. A Teresa se li va donar la tasca de desenvolupar i escriure sobre el camí a la perfecció en el seu amor i unitat amb Crist. Entre les seves publicacions, especialment la seva autobiografia «La vida de Teresa de Jesús», té múltiples efectes. És per a ser col·locat conjuntament amb les «Confessions» de Sant Agustí. Thomas Merton senyala a Joan de la Creu com el més gran de tots els teòlegs místics. Una important aclariment sobre la paraula "mística" és necessari en aquest cas: quan es té en compte la seva definició o la naturalesa de "misticisme", hi ha un malentès comú que si un va a convertir-se en un místic estan obligats a recloure físicament del món exterior per tenir aquest tipus d'experiència. Encara que tal aïllament pot, de fet, ser l'única apostalat (vocació) a la qual alguns són cridats a una vida d'oració, hi ha altres que tenen apostalats duals. De fet, Joan de la Creu va servir com a confessor / director espiritual dins dels confins de les comunitats de clausura que ell i Teresa d'Àvila va treballar vigorosament per establir, però també literalment va ajudar a construir una sèrie d'aquests convents i monestirs. És cert que Ignasi de Loiola i Francesc de Sales va ser cridats a una espiritualitat més activa o apostalat, però la seva vocació no era "el contrari" de Teresa de Jesús i Joan de la Creu, ja que aquest article s'ha indicat anteriorment. Tornant a Ignasi de Loiola, «veue Déu en totes les coses», va ser una expressió típica d'Ignasi i un tema principal dels seus Exercicis espirituals. L'espiritualitat de Felip Neri, que va viure a Roma al mateix temps, com Ignasi, va ser d'orientació pràctica, també, però totalment oposada a l'enfocament dels jesuïtes. Deia Felip, «Si tingués un problema real, jo contemplaria el que faria Ignasi... i després faria exactament el contrari». Com a reconeixement a la seva contribució conjunta a la renovació espiritual dins de la reforma catòlica, Ignasi de Loiola, Felip Neri, i Teresa d'Àvila van ser canonitzats el mateix dia, el 12 març de 1622.

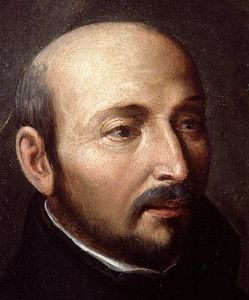
Íñigo López de Loyola
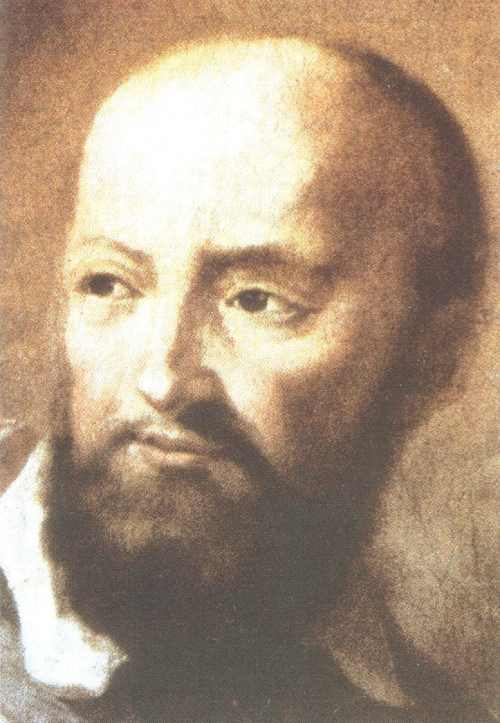
Francesc de Sales
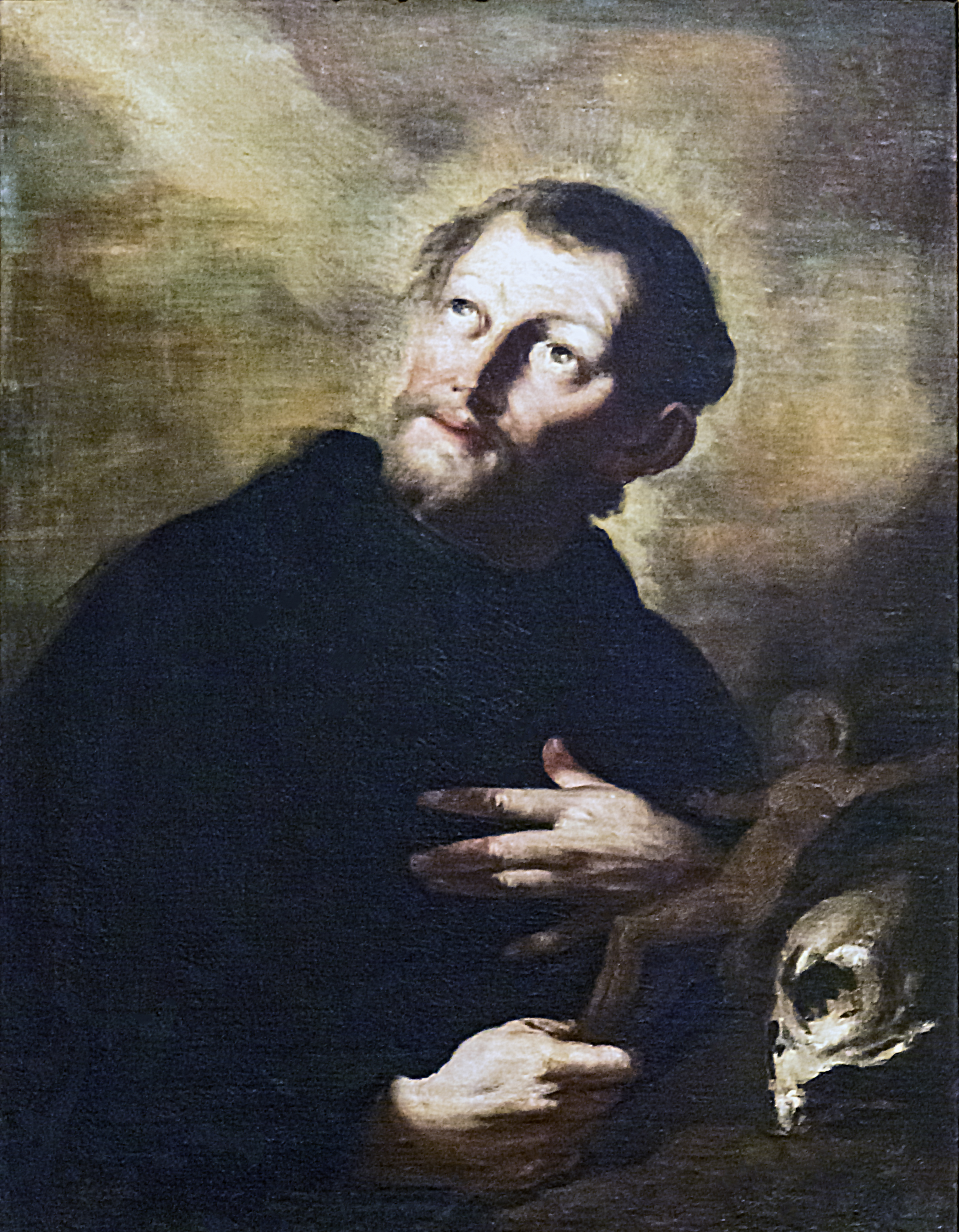
Felip Neri
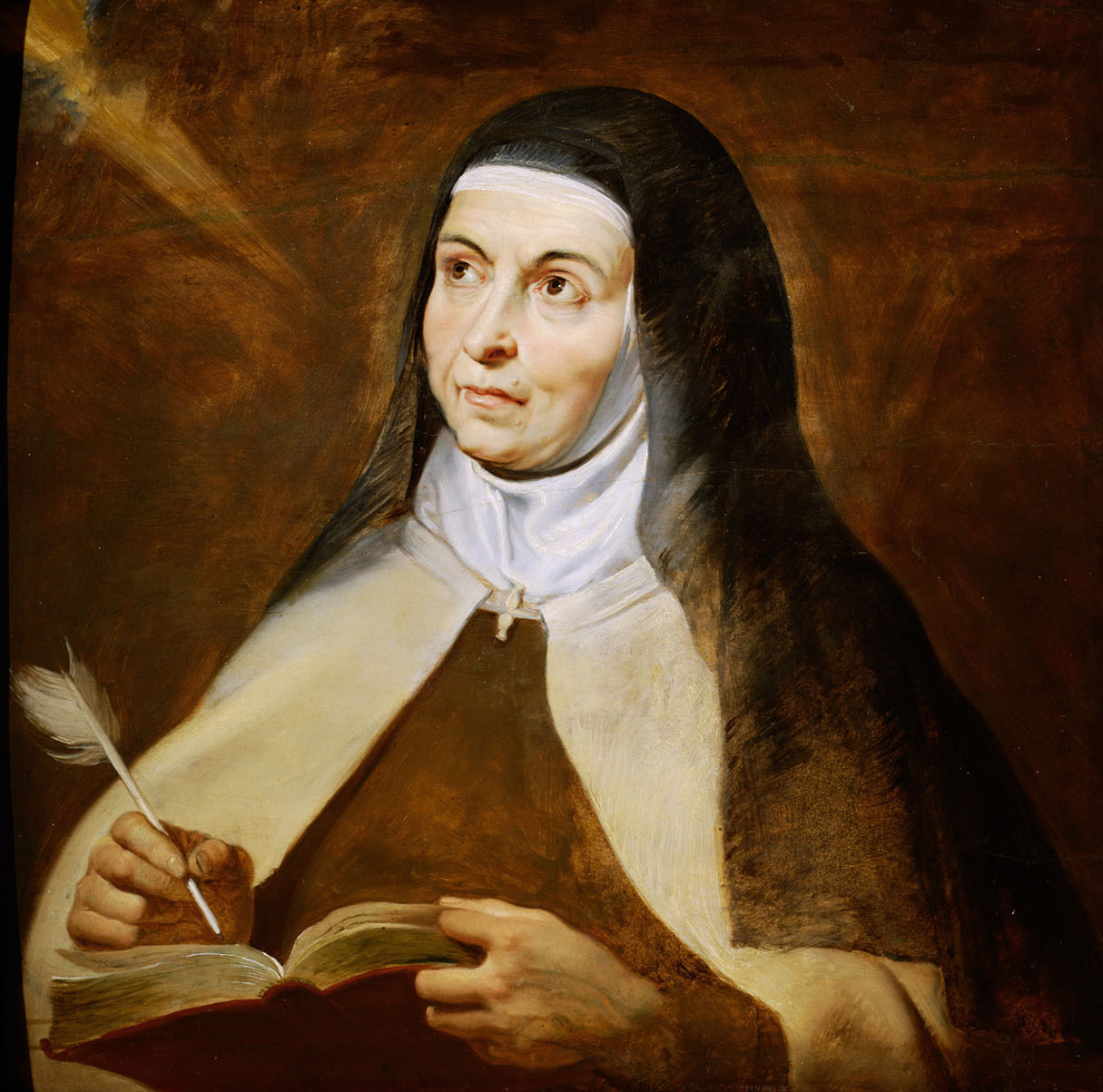
Teresa de Jesús
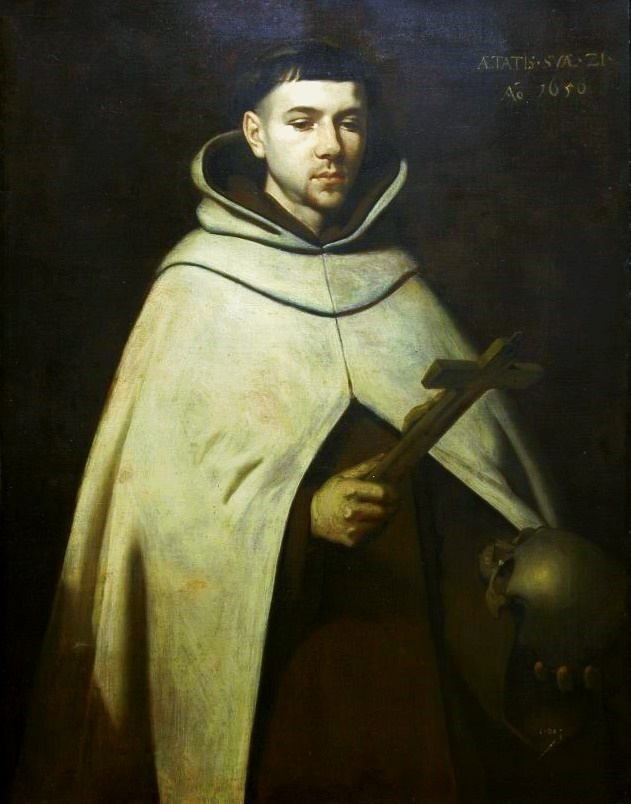
Joan de la Creu

La Mare de Déu va tenir un paper cada vegada més central en les devocions catòliques. La victòria en la batalla de Lepant en 1571 va ser acreditada a la Mare de Déu i va significar l'inici d'un fort ressorgiment de les devocions marianes. Durant i després de la Reforma catòlica, la pietat mariana va experimentar un creixement imprevist, amb més de 500 pàgines d'escrits mariològics només durant el segle xvii. El jesuïta Francisco Suárez va ser el primer teòleg utilitzar el mètode tomista en la teologia mariana. Altres col·laboradors coneguts a l'espiritualitat mariana són Llorenç de Brindisi, Roberto Bellarmino i Francesc de Sales.
El sagrament de la penitència es va transformar d'una experiència social a una personal; és a dir, d'un acte públic comunitari a una confessió privada. Ara tenia lloc de manera privada en un confessionari. Va ser un canvi de la reconciliació amb l'Església a la reconciliació directament amb Déu i d'èmfasi en pecats socials d'hostilitat als pecats privats (anomenats "els pecats secrets del cor.")

### Els nous ordes religiosos i la seva contribució
Per contribuir a la renovació espiritual de la població, un paper fonamental el jugaren els ordes religiosos nascuts en resposta a les exigències de la Reforma catòlica ja percebuts arran de la reforma luterana. Ordres com els caputxins, les ursulines, els teatins, els barnabites i especialment els jesuïtes van reforçar la pastoral del degradat clergat secular, que influïren en el desenvolupament de la devoció popular, que es caracteritza per una forta veneració als sants, la Mare de Déu (sobretot difonent la pràctica del Rosari), la participació diligent dels sagraments i els preceptes de l'Església, tot i que de vegades resulta en una religiosat de façana, dominada més pel conformisme que no pas per la religiositat percebuda en la seva puresa. De fet, a més d'afectar la conducta dels ordes religiosos, fidels en l'ortodòxia religiosa nascudes de la Reforma catòlica (especialment els nois dels jesuïtes i de les ursulines per a les dones) es van esforçar per preparar les generacions futures, d'acord amb rols que tenen els joves en la societat. No en va, l'educació dels futurs prínceps va ser confiada als jesuïtes que, d'altra banda, va crear escoles per a la formació de les classes mitjana-baixa: l'educació humanística impregnada amb una sòlida doctrina catòlica es va considerar la millor eina per a la formació de l'home.
Els teatins van emprendre el control de la propagació de l'heretgia i va contribuir a una regeneració del clergat. Els caputxins, una branca de l'orde franciscà notable per la seva predicació i de la seva cura pels pobres i els malalts, va créixer ràpidament. Les confraries caputxines fundades van prendre especial un interès en els pobres i en la vida austera. Els membres d'ordes actives en expansió missionera a l'estranger van expressar l'opinió que les parròquies rurals sovint necessitaven una cristianització tant com els pagans d'Àsia i les Amèriques.
Les ursulines es va centrar en la tasca especial d'educar les nenes, sent el primer orde femení que es dedicà a aquest objectiu.
Els jesuïtes van ser la més eficaç dels nous ordes catòlics. Hereus de les tradicions devocionals, observants i legalistes, els jesuïtes es van organitzar d'acord amb la jerarquia militar. La mundanitat de l'Església del Renaixement no va tenir cap paper en el seu nou ordre. L'obra mestra de d'Ignasi de Loiola, els Exercicis Espirituals, van mostrar l'èmfasi de manuals característics dels reformadors catòlics abans de la Reforma, que recorda el devocionalisme. Els jesuïtes es van convertir en predicadors, confessors de monarques i prínceps, i educadors humanistes. Obligats a autojustificar la seva posició per figures profètiques poc afavoridores i epítets utilitzats per estudiosos de la Bíblia protestant del Papat, els jesuïtes van utilitzar dos contra-interpretacions d'aquestes profecies mateixes, el Futurisme i Preterisme. Aquests es van dissenyar per desviar la força dels ensenyaments de la Reforma Protestant i per canviar l'ús de l'Anticrist i profecies anàlogues lluny del Papa i de l'Edat Mitjana. Aquests mètodes van deixar una empremta perdurable en la història. Els seus esforços s'acrediten en gran manera amb la derivada protestantisme a Polònia, Bohèmia, Hongria, el sud d'Alemanya, França i els Països Baixos espanyols.
Els jesuïtes van participar en l'expansió de l'Església a Amèrica i Àsia, per la seva activitat missionera. La biografia d'Ignasi de Loiola va contribuir a un èmfasi en la pietat popular que s'havia esvaït sota papes polítics com Alexandre VI i Lleó X. Després de recuperar-se d'una ferida greu, va prendre un vot de "servir només a Déu i al Romà Pontífex, el seu vicari a la Terra". L'èmfasi en el Papa és una reafirmació del papisme medieval, mentre que el Concili de Trento va derrotar el Conciliarisme, la creença que els consells generals de l'església col·lectiva van ser el representant de Déu a la Terra i no el Papa. Prenent el Papa com un governant absolut, els jesuïtes van contribuir a l'Església de la Contrareforma amb una línia harmonitzada al Vaticà.

### La "clericalització" de la societat: el paper del sacerdot
L'atenció que es presta a la pràctica externa de la religió i la dependència del poble al clergat havia acabat amb el grup d'intel·lectuals i religiosos catòlics (els anomenats espirituals) simpatitzants de la dimensió interior de la fe propugnada pel protestantisme. Una religió que no es basava en el Magisteri de l'Església va ser vist amb un recel extrem per part de la jerarquia, que derivaven els casos individuals a la Inquisició. Com a resultat, hi va haver un enfortiment de la figura del sacerdot, capaç de guiar el poble de Déu en la salvació de l'ànima a través de la interpretació exegètica apropiada de l'Escriptura, la interpretació proporcionat a ell per la institució dels seminaris com es requeria pel Concili de Trento:
| «                                                                                     | Després de Trento, l'Església catòlica va consolidar una consciència col·lectiva mitjançant l'eliminació de les incerteses i l'afirmació dogmàtica del principi de la cura d'ànimes com la seva tasca específica, delegat a la classe sacerdotal. El resultat va ser un procés de "clericalització"; un fort enfocament es va centrar en la figura i en les funcions del sacerdot. | » |
| — D. Menozzi - G. Filoramo, L'età Moderna, in Storia del Cristianesimo, cit., p. 202. | |   |

L'establiment de parròquies, circumscripcions religioses molt més limitades que les esglésies medievals, va tenir la seva funció supervisar més de prop l'estat d'ànim dels fidels, modelades gràcies a la fundació de les "Escoles de la Doctrina Cristiana" en què s'imparteixen els preceptes de Trento als fidels. A més, cal no oblidar que la figura del sacerdot, en les comunitats agrícoles, va ser venerada no només per l'autoritat moral que representava, sinó també per a la preparació cultural que, encara que no sempre era excel·lent, era sens dubte superior a la de simples camperols. La figura de Don Abbondio i la seva relació amb els habitants del poble descrit I Promessi Sposi expressa molt bé el prototip del sacerdot de la post-tridentina.
Per contra, era per accentuar la distància entre el "poble" (és a dir, l'assemblea dels fidels) i el mateix clergat, definint que "societas inequalis" que es van reafirmar en el Concili Vaticà I i en el Codi de Dret Canònic de 1917 i que romandria en vigor fins al Vaticà II. Si les persones eren una massa de persones de forma indefinida, el clergat gaudia no només dels privilegis socials, sinó també l'autoritat exclusiva de la interpretació bíblica.

### El bisbe contrareformista: Carles Borromeu

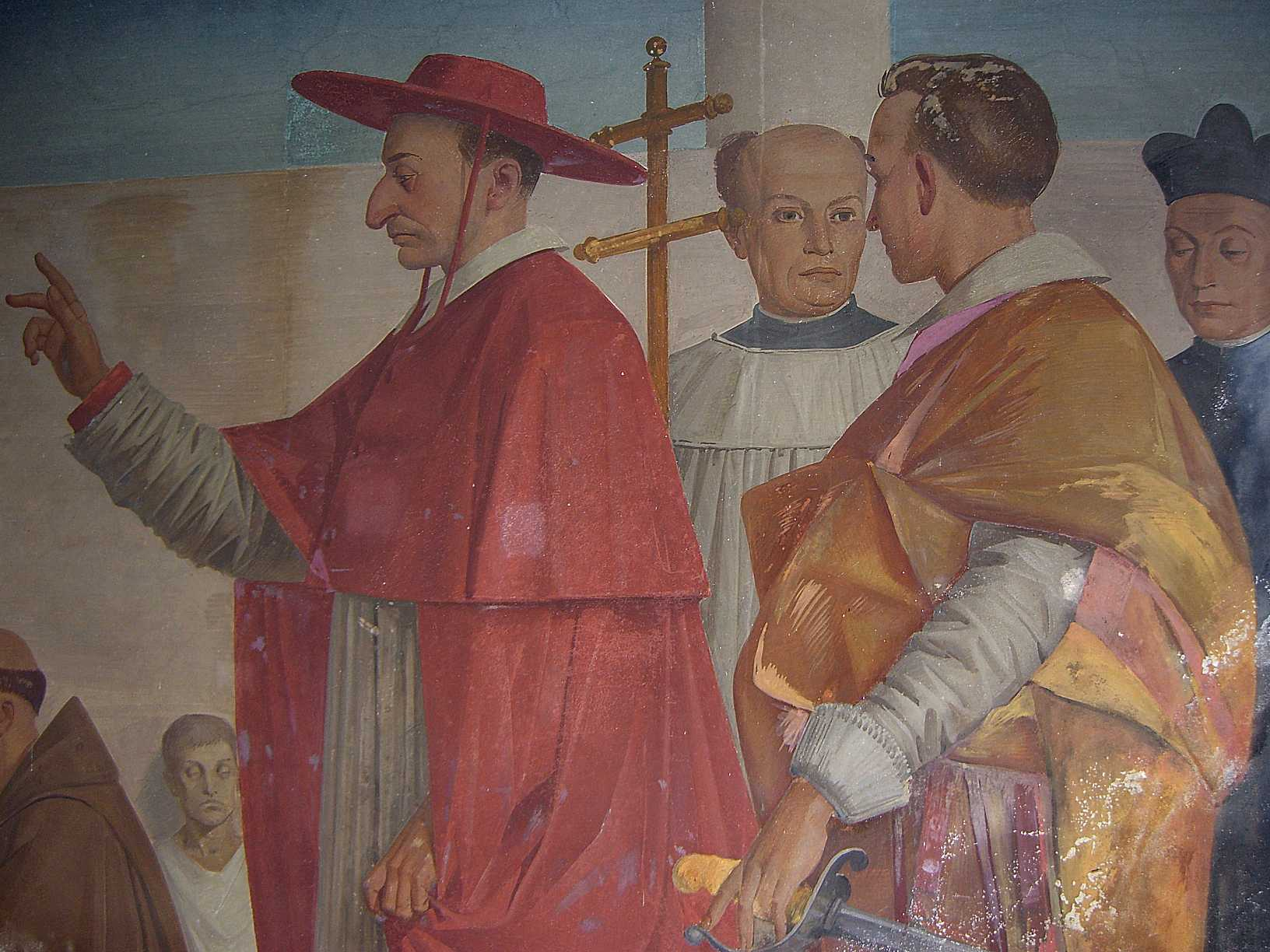
Carles Borromeu de visita a Villasanta el 1578

La figura de Carles Borromeu (arquebisbe de Milà entre 1564 i 1587) es pot considerar un dels models del bisbe esbossat pel Concili de Trento. El nebot de Pius IV va ser enviat a gestionar la diòcesi de Milà, que durant cinquanta anys havia estat deixada en un estat d'abandó espiritual i material a causa de la negligència d'Hipòlit I i d'Hipòlit II. Allà, el jove prelat immediatament es va posar a treballar per tractar d'eliminar els abusos en aquest estat de dècades d'anarquia, l'eliminació dels prelats indignes, restaurant el respecte per la disciplina eclesiàstica en els monestirs i en el clergat diocesà. Va procurar particularment un intens respecte a la litúrgia d'acord amb els cànons de Trento, i ho va demostrar en les incansables visites pastorals, arribant fins i tot fins als límits amb la Suïssa protestant i ciutats i pobles perduts a les muntanyes. El treball de restauració de Sant Carles no es limitava als requisits i el rendiment dels cànons tridentins litúrgics, exercit a través i per mitjà del seu ministeri de servei als necessitats durant la pesta de 1576 (de fet es coneix com a "Peste de Sant Carles") i per portar una vida sòbria. Va treballar també en la formació cultural dels seus sacerdots, obrint diversos seminaris (entre els quals el Col·legi Borromeu de Pavia).

## L'art barroc
Vegeu també: Art de la Contrareforma i Revolució científica 
L'Església va ser propagadora en primer pla de la cultura religiosa. Havent renunciat al saber mundà després del Concili de Trento, l'Església Catòlica va estar a l'avantguarda en la difusió de la religió i de l'obra de moderació i de la profana, a través de l'instrument de la Santa Inquisició. L'objectiu de gran part de l'art de la Contrareforma, especialment a la Roma de Bernini i al Flandes de Peter Paul Rubens, va ser restaurar el predomini i la centralitat del catolicisme. Aquest va ser un dels impulsors de l'estil barroc que va sorgir a Europa cap a la fi del segle xvi. A les zones on el catolicisme era dominant, l'arquitectura i la pintura, i en la música, en menor mesura, reflecteix els objectius de la Contrareforma. Bàsicament, l'Església Catòlica opera una purificació de tots els temes pagans d'inicis del segle xv per donar començament a un humanisme cristià que troba les seves forces motrius a les escoles jesuïtes i la predicació en voga en aquest segle. Es pot veure a continuació com la cultura catòlica no és, com s'ha representat, només la repressió, sinó la proposta d'una innovació del coneixement en clau cristiana: es protegeix la ciència (sempre que estigui en línia amb les escriptures); afavoreix l'art ad maiorem gloriam Dei (Palestrina a la música, Bernini i Borromini a les arts figuratives i l'arquitectura); i exalta la poesia com a funció moralitzant (el cercle classicista del Papa Urbà VIII).
El Concili de Trento va proclamar que l'arquitectura, la pintura i l'escultura tenien un paper en la transmissió de la teologia. Qualsevol treball que puguin captar el "desig carnal" era inadmissible a les esglésies, mentre que qualsevol representació del sofriment de Crist i l'agonia explícita era desitjable i apropiat. En una època en què alguns reformadors protestants estaven destruint imatges de sants i emblanquinaven les parets, els reformadors catòlics reafirmaren la importància de l'art, amb el suport especial a les imatges de la Mare de Déu.
La Contrareforma canvia la trajectòria de la història de l'art. El canvi doctrinal tingué una repercussió immediata a la representació iconogàfica dels mass mèdia de l'època:
- des del punt de vista del receptor, transmetien la informació a una població analfabeta.
- des del punt de vista de l'emissor, transmetien el missatge mitjançant un llenguatge estètic, sense continguts explícits, analitzables i criticables, amb l'objecte d'aconseguir els seus objectius mantenint la població en la més absoluta ignorància.
- des del punt de vista estètic, s'intenta extraure l'art de la iconografia religiosa: desposseir l'art de la seua funció espiritual. Es podria inclús afirmar que Trento, de manera jesuítica, tracta d'etiquetar l'art del Renaixement com una heretgia.
- des del punt de vista psicològic :s'hi tracta de desposseir la mirada de la seua ànima. Aquest punt reforça el punt anterior referent a la perspectiva estètica. Tot i això, s'hi refereix més concretament a la persecució de la superstició. Superstició i art posseeixen una estranya relació que no sóc ben bé capaç de concretar, - de moment -. Només puc constatar el fet històric social que ciutats amb una cultura exquisida de la superstició com Florència i Venècia foren als segles que ens ocupen els centres de producció artística més importants del món.

### Decrets sobre l'art
El Judici Final, un fresc de la Capella Sixtina de Michelangelo Buonarroti (1534-1541), va ser atacat persistent en la Contrareforma, entre altres coses, la nuesa (més tard va ser pintada durant diversos segles), per no mostrar a Crist assegut o barbat, i que inclou la figura pagana de Caront.
La pintura italiana després de 1520, amb la notable excepció de l'art de Venècia, es va convertir en manierisme, un estil altament sofisticat per a l'efecte, que preocupà molts eclesiàstics com a mancat d'atractiu per a la massa de la població. La pressió de l'Església per frenar la imatgeria religiosa afectà l'art a partir de la dècada de 1530 i va donar lloc als decrets de l'última sessió del Concili de Trento el 1563 incloent passatges curts i poc explícits relatius a les imatges religioses, que van tenir un gran impacte en el desenvolupament de l'art catòlic. Els concilis catòlics anteriors poques vegades havien sentit la necessitat de pronunciar-se sobre aquests assumptes, a diferència dels ortodoxos, que sovint han governat sobre els determinats tipus d'imatges.
El decret confirmava la doctrina tradicional que les imatges només representessin la persona representada, i que la veneració havia de ser dirigida a la persona, no la imatge i, a més, es donaven instruccions perquè:
| « | ... Es retirarà tota superstició ... s'evitarà tota lascívia; de tal manera que les figures no han de ser pintades o decorades amb una bellesa emocionantment luxuriosa ... no hi haurà res a veure que sigui desordenat, o que estigui disposat inadequadament o confusament, res del que és profà, res indecorós, en veure que la santedat convé a la casa de Déu. I que aquestes coses puguin ser observades amb la major fidelitat, el sant Sínode ordena, que ningú es permetrà col·locar, o fer que es col·loca, qualsevol imatge inusual, en qualsevol lloc, o església, independentment que sigui exempt, excepte que la imatge hagi estat aprovada pel bisbe. | » |

Deu anys després del decret Paolo Veronese va ser convocat pel Sant Ofici per explicar per què el seu "Sant Sopar", un gran llenç per al refectori d'un monestir, contenia, en les paraules del Sant Ofici: "bufons, alemanys borratxos, nans i altres, difamants", així com vestits extravagants i ajustos, en el que és de fet una versió de fantasia d'una festa d'un patrici venecià. Es va dir a Veronese que havia de modificar la seva pintura en un període de tres mesos - de fet, acaba de canviar el títol a Sopar a casa de Leví, que si bé és un episodi dels Evangelis, però un menys doctrinalment central, i no va dir res més. No obstant això, el nombre de tals tractaments decoratius de temes religiosos es va reduir dràsticament, igual que les peces manieristes "inadequadament o confusament disposades", com una sèrie de llibres, sobretot pel teòleg flamenc Molanus, Sant Carles Borromeu i el cardenal Gabriele Paleotti, i les instruccions dels bisbes locals, amplificant els decrets, sovint entrar en detalls precisos del que era acceptable. La molt tradicional iconografia considerada sense fonament bíblic adequada va ser prohibida, igual que qualsevol inclusió d'elements pagans clàssics en l'art religiós, i gairebé tots nus, inclòs el del nen Jesús. D'acord amb el gran medievalista Émile Mâle, això era "la mort de l'art medieval", però va empal·lidir en contrast amb la present iconoclàstia en alguns cercles protestants i no s'aplica a les pintures seculars. Entre els pintors i escultors de la Contrareforma estan Tiziano, Tintoretto, Federico Barocci, Scipione Pulzone, El Greco, Peter Paul Rubens, Guido Reni, Anthony van Dyck, Bernini, Zurbarán, Rembrandt i Bartolomé Esteban Murillo.

### Les arts figuratives

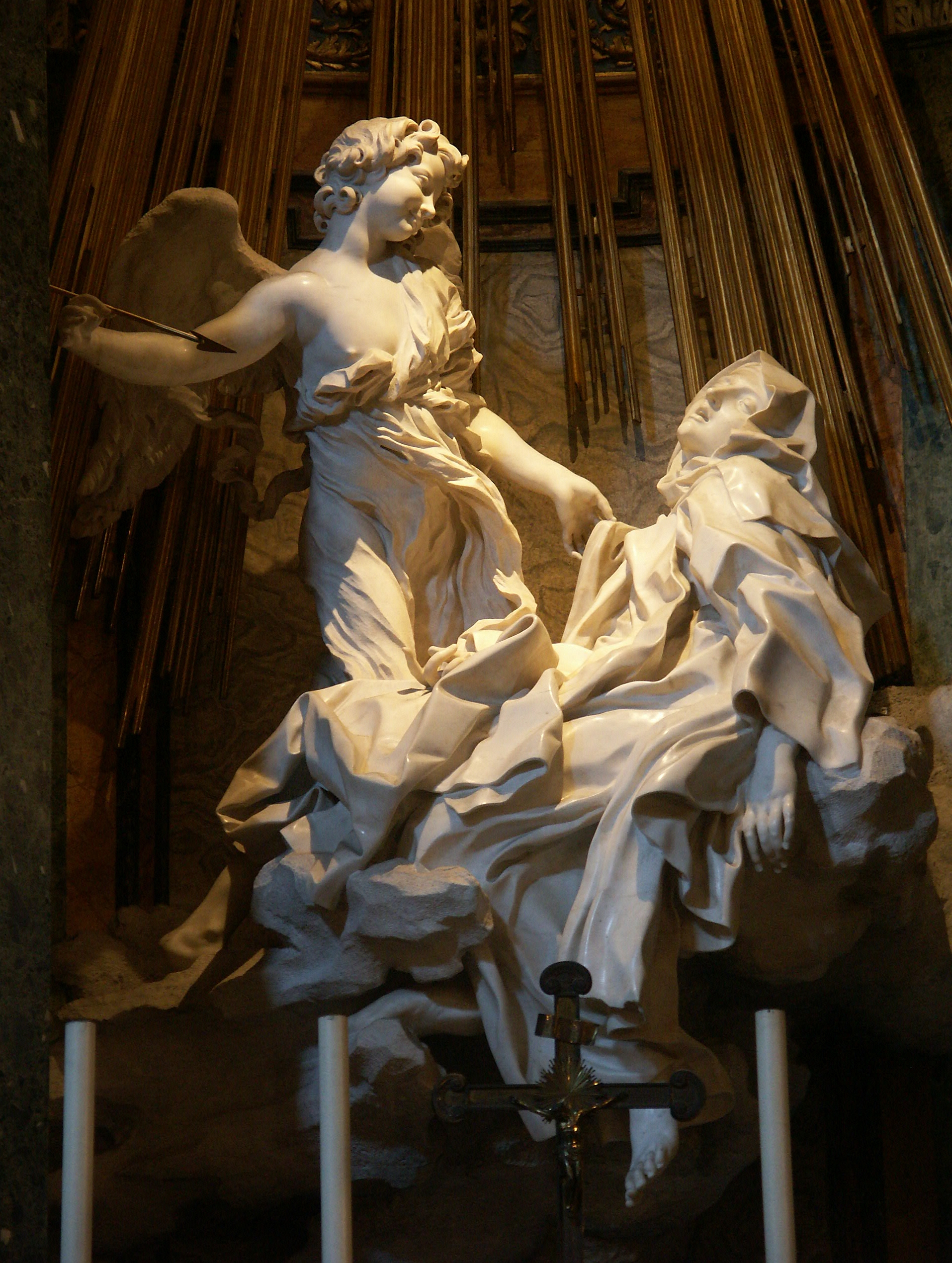
L'Èxtasi de santa Teresa, de Gian Lorenzo Bernini, al transsepte esquerre de l'església de Santa Maria della Vittoria,Roma.

Seguint les disposicions conciliars, les arts figuratives del Barroc havien de respondre a les exigències de defensa i difusió de l'ortodòxia catòlica contra l'heretgia protestant. Un clima de profunda renovació després de la revolució dels cànons figuratius del Renaixement: els frescos que representen escenes dels evangelis apòcrifs s'eliminen, mentre que els que es consideren indecents i de sabor pagà (com el Judici Final de Michelangelo) es "corregeixen" mitjançant l'afegit dels draps per cobrir les parts. L'art ha de tornar (com es veurà per en l'aspecte musical) per a "parlar" amb els analfabets, per glorificar Déu i els seus sants a través de la celebració d'un tema en particular, com la Mare de Déu (la veneració de la qual és rebutjada pels protestants). En l'arquitectura, dos exemples mostren com l'art s'ha convertit en instrument de propaganda de la Reforma catòlica: l'Església de Jesús a Roma, per Vignola; i la producció artística de Bernini.
En el primer cas, l'església, ricament decorada, té una estructura en planta llatina folrat amb una sèrie de capelles dedicades als motius religiosos de la Contrareforma: l'exaltació dels sants i dels sagraments, la devoció al Sagrat Cor de Jesús. La volta està pintada al fresc amb el triomf de Crist, flanquejat pels doctors de l'Església, amb la clara al·lusió per demostrar l'ortodòxia de la fe catòlica. Bernini, a més de l'exaltació iconogràfica del poder papal amb la Cathedra Petri a la Basílica Vaticana, es troba l'Èxtasi de santa Teresa, expressió altisonant de misticisme contrareformista.

### La música eclesiàstica
La música polifònica del segle xv semblava haver pres un camí independent de les necessitats litúrgiques, que incloïen l'ús de les paraules i un missatge que fos simple, clarament audible dels fidels. A més, feia una crida per a una purificació de la polifonia de tots els temes seculars, perquè la música tornés a ser ancilla Dei. El Concili, per reiterar aquest requisit de la purificació i l'esclavitud de la paraula a la música per a la litúrgia va emetre el Decretum de observandis et evitandis in celebratione Missarum (1562):
| «                                                                                  | Desterrar, doncs, de les esglésies aquella música en que, amb l'orgue o amb el cant, és qualsevol cosa menys casto i impur; i així mateix totes les formes ancestrals de comportar-se, el parlar va i, per tant, profà, caminar, fer soroll, de manera que la casa de Déu sigui, i pugui ser anomenada en realitat, una casa d'oració. | » |
| — Concili de Trento, Sessió XXII, Cànons sobre el santíssim sacrifici de la Missa. | |   |

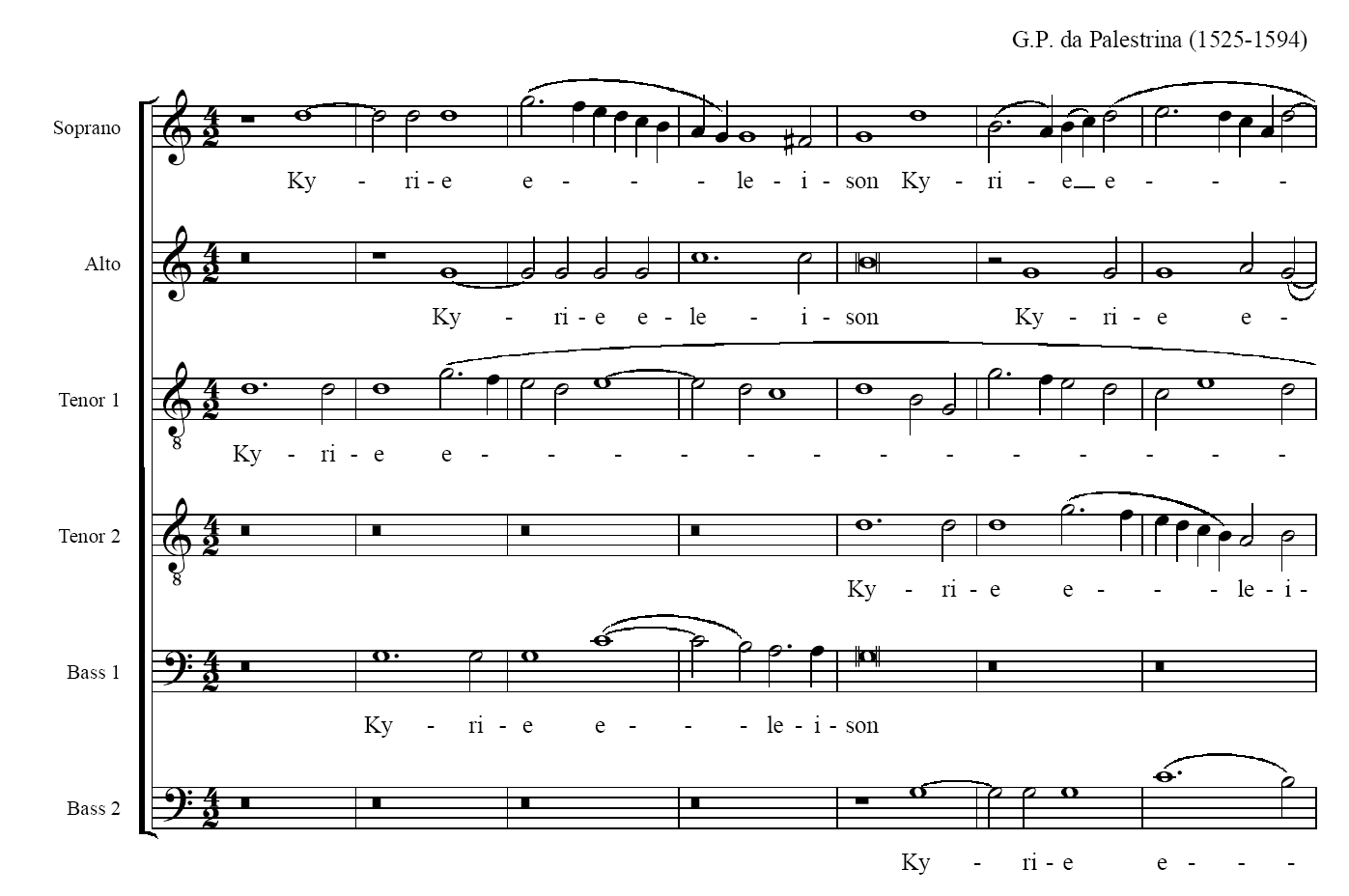
Puntuació del Kyrie de la Missa Papae Marcelli de Giovanni Pierluigi da Palestrina

Pierluigi da Palestrina, al davant l'ala intransigent dels Pares que realment volien l'abolició de la música de la litúrgia, que anava a veure l'obra mestra que és la Missa Papae Marcelli (1555), i després presentar-lo davant d'un comitè de cardenals (entre els que estava Borromeo) per demostrar que el contrapunt o la polifonia és realment compatible amb les doctrines de la Contrareforma. La Contrareforma, en considerar l'obra mestra de Palestrina, va aprovar la polifonia, que des de llavors sempre ha tingut un lloc especial al costat del cant gregorià, proclamant a Palestrina el salvador de la música polifònica i establint les bases per a la capella sacra romana. Li va prendre, però, que la música polifònica seguir les regles següents:
| « | Polifonia ha de, però, complir amb certs principis que es van convertir culturalment l'ideal estètic de la Contrareforma: Missa cantada en llatí; prohibició de les paròdies de la música secular; polifonia senzilla, que no sufoquessin el text; música interpretada a cappella, sense necessitat d'eines, amb l'excepció de l'òrgan; corrent amb dignitat expressiva, sense els excessos del "sofriment" i de l'estil del madrigal. | » |
| — Il '500 in Italia: il Concilio di Trento e Palestrina, a la pàgina http://lasacramusica.blogspot.it | |   |

#### Reformes prèvies al Concili de Trento
El Concili de Trento es considera com el vèrtex de la influència de la Contrareforma en la música de l'església al segle xvi. No obstant això, els pronunciaments del Concili sobre la música no van ser el primer intent de reforma.L'Església Catòlica s'havia pronunciat en contra d'un abús percebut de la música utilitzada en la missa abans que el Concili de Trento mai s'hagués convocay per discutir la música el 1562. La manipulació del Credo i l'ús de cançons no litúrgiques no es va abordar el 1503, i el cant secular i la intel·ligibilitat del text en el lliurament de la salmòdia el 1492. Els delegats en el Concili eren només una baula de la llarga cadena de clergues de l'Església que havia empès a una reforma de la litúrgia musical que es remunta tan lluny com fins al 1322. Probablement la mesura més extrema de reforma va arribar a la darreria de l'any 1562, quan, instruït pels llegats, Egidi Foscarari, bisbe de Mòdena, i Gabriele Paleotti van començar a treballar en la reforma dels claustres de monges i les seves pràctiques que impliquen la litúrgia. De fet, les reformes proscribien els claustres, que incloïen l'omissió de la utilització d'un òrgan, que prohibeix els músics professionals, i desterraba el cant polifònic, era molt més estricta que qualsevol dels edictes del Concili o fins i tot els que es troben a la llegenda Palestrina.
En resposta ala demanda reformista moltes figures eclesials, va ser la tècnica de composició popular als segles xv i xvi. El material musical i fins i tot els textos s'acompanyen d'altres composicions com ara motets, madrigals i chansons. Diverses veus que canten diferents textos en diferents idiomes feien que qualsevol dels texts fos difícil de distingir de la barreja de paraules i notes. La missa paròdia contindria llavors melodies (en general la línia tenor) i paraules de cançons que podrien haver estat, i sovint eren, sobre temes sensuals. La litúrgia musical de l'Església estava sent cada vegada més influenciats per ritmes i estils seculars. El Concili de París, que es va reunir el 1528, així com el Concili de Trento estaven fent intents de restaurar el sentit del sagrat en l'entorn de l'Església i el que era apropiat per a la missa. Els concilis simplement van anar responent als problemes del seu moment.

#### Reformes durant la 22a sessió
El Concili de Trento es va reunir esporàdicament des del 13 de desembre de 1545 al 4 de desembre de 1563 per reformar moltes parts de l'Església Catòlica. La 22a reunió del Concili, que es va reunir el 1562, es va ocupar de música de l'església en el Cànon 8 a la secció de "Abusos en el sacrifici de la Missa", durant una reunió del Concili del 10 de setembre de 1562.
El cànon 8 estableix que «Com que els misteris sagrats s'han de celebrar amb el màxim respecte, amb el sentiment més profund vers Déu sol, i amb el culte extern que és realment adequat i convertir-se, de manera que altres poden estar plens de devoció i cridats a la religió: ...Tot ha de ser regulat de manera que les masses, sia que se celebri amb la veu normal o al cant, tot clar i ràpidament executat, poden arribar a les oïdes dels oients i en silenci penetri els seus cors. En aquelles misses la música i òrgan és de costum, res profà ha d'entremesclar-se, sinó només els himnes i lloances divines. Si alguna cosa del servei diví es canta amb l'òrgan mentre que el servei prossegueix, primer s'ha de recitar d'una manera senzilla i amb clara veu, no sigui que la lectura de les Sagrades Paraules siguin imperceptibles. Però tota la manera de cantar en les maneres musicals s'han de calcular no per proporcionar el plaer va a l'orella, sinó que les paraules poguin ser comprensibles per a tots; i, per tant, poden els cors dels oients ser atrapats en el desig per a les harmonies celestes i la contemplació de les joies dels beneïts.»
El cànon 8 és citat sovint com el decret del Concili de Trento sobre la música religiosa, però això és un malentès evident del cànon; era només un projecte de decret. De fet, els delegats en el Concili mai no van acceptar oficialment el cànon 8 en la seva forma popular, però bisbes de Granada, Coimbra, i Segòvia van impulsar una llarga declaració sobre la música per sere s'atenuada i molts altres prelats del Concili es va unir amb entusiasme. Les úniques restriccions en realitat donades per la 22a reunió va ser mantenir elements seculars fora de la música, de manera que la polifonia estava implícitament permesa. La qüestió de la intel·ligibilitat textual no va fer el seu camí en els edictes finals de la 22a sessió, però només es van presentar als debats preliminars. La 22a reunió només prohibeix coses «lascives» i «profanes» que s'entremesclin amb la música, però Paleotti, en els seus actes, porta a la mateixa importància als problemes d'intel·ligibilitat.
La idea que el Concili va demanar eliminar tota la polifonia de l'església està molt estesa, però no hi ha proves documentals per donar suport a aquesta afirmació. És possible, però, que alguns dels Pares havien proposat una mesura d'aquest tipus. L'emperador Ferran I s'atribuí ser el "salvador de la música de l'església" perquè va dir que la polifonia no hauria de ser expulsat de l'església. Però Ferran era més probable un alarmista i va llegir en el Concili la possibilitat d'una prohibició total de la polifonia. El Concili de Trento no es va centrar en l'estil de música, sinó en les actituds de culte i reverència durant la missa.

#### La llegenda Saviour

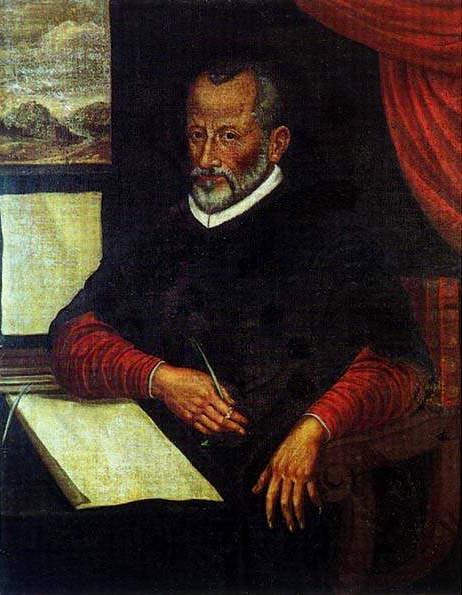
Giovanni Pierluigi da Palestrina

Les crisi respecte a la polifonia i la intel·ligibilitat del text i l'amenaça que la polifonia fos eliminada completament, que se suposa que pot venir des del Concili, té una llegenda molt dramàtica de la resolució. La llegenda explica que Giovanni Pierluigi da Palestrina (ca. 1525/26-1594), un músic d'església i director de cor a Roma, va escriure una missa pels delegats del Concili amb la finalitat de demostrar que una composició polifònica podria establir el text de tal manera que les paraules podrien ser clarament enteses i que encara era agradable a l'oida. La Missa Papae Marcelli (Missa pel Papa Marcel) de Palestrina es va interpretar davant del Concili i va rebre una acollida tan acollidora entre els delegats que van canviar per complet la seva ment i va permetre la polifonia que romangués en ús en la litúrgia musical. Per tant, Palestrina va arribar a ser anomenat el «salvador de la polifonia de l'església». Aquesta llegenda, encara que sense fonament, ha estat durant molt temps un dels pilars de la història de la música. El mite salvador es va estendre per primera vegada en un compte d'Aggazzari i Banchieri en 1609 que va dir que el Papa Marcel II estava tractant de reemplaçar tota la polifonia pel cant pla. La "Missa Papae Marcelli" de Palestrina és, però, en 1564, després de la 22a sessió, realitzada pel Papa, mentre que les reformes estaven sent considerades pel Cor de la Capella Sixtina.
La "Missa Papae Marcelli", en suma, no va ser important en el seu mateix moment i no va ajudar a salvar la polifonia eclesiàstica. El que és innegable és que tot i qualsevol evidència sòlida de la seva influència durant o després del Concili de Trento, no hi ha una xifra més qualificat per representar la causa de la polifonia a la missa que Palestrina. El Papa Pius IV, després d'escoltar la música de Palestrina, va fer que Palestrina fos, per Breu papal, el model per a les futures generacions de compositors catòlics de la música sacra.

#### Reformes seguint el Concili de Trento
Igual que el seu contemporani Palestrina, el compositor flamenc Jacobus de Kerle (1531/32–1591) també va ser acreditat amb donar un model de composició per al Concili de Trento. La seva composició en quatre parts, Preces, marca el "punt d'inflexió oficial de la Contrarreforma, a cappella ideal." Kerle va ser l'únic compositor destacat dels Països Baixos que va actuar de conformitat amb el Concili. Una altra musical gegant en peu d'igualtat amb Palestrina, Orlando di Lasso (1530/32–1594) va ser una figura important en la història de la música, encara que menys d'un purista de Palestrina. Va expressar simpatia per les preocupacions del Concili, però encara va mostrar a favor de la "Parady chanson Masses."
Tot i l'escassetat d'edictes del Concili pel que fa a la polifonia i la claredat del text, les reformes que van seguir des de la 22a sessió ompliren els buits deixats pel Concili en àrees estilístiques. A la 24a sessió del Concili donà poder als "Sínodes provincials" per discernir les disposicions per a la música religiosa. La decisió de deixar les qüestions d'aplicació i pràctiques estilístiques als líders eclesiàstics locals va ser important en la formació del futur de la música de l'Església catòlica. Es va deixar llavors als líders de les esglésies locals i músics de l'Església que trobessin la correcta aplicació dels decrets del Concili. Encara que originalment teològics i dirigits cap a les actituds dels músics, els decrets del Concili van arribar a ser considerat pels músics de l'Església com una pronunciament sobre estils musicals adequats. Aquesta entesa va ser més probable és que es va estendre per músics que pretenien posar en pràctica les declaracions del Concili, però no van llegir les declaracions oficials tridentines. Els músics de l'Església van ser probablement influenciats per ordre dels seus clients eclesiàstics. Els compositors que fan referència a les reformes del Concili als prefacis a les seves composicions no pretenien adequadament una base musical del Concili, sinó una base espiritual i religiosa del seu art.
El cardenal arquebisbe de Milà, Carles Borromeu, va ser una figura molt important en la reforma de música de l'església després del Concili de Trento. Tot i que Borromeu era un col·laborador del Papa a Roma i era incapaç d'estar a Milà, amb entusiasme empès pels decrets del Concili que es posaren ràpidament en pràctica a Milà. Borromeu mantingué el contacte amb la seva església en Milà a través de cartes i amb entusiasme va animar els líders allà per posar en pràctica les reformes que venen del Concili de Trento. En una de les seves cartes al seu vicari a la diòcesi de Milà, Nicolo Ormaneto de Verona, Borromeu va encarregar al mestre de capella, Vincenzo Ruffo (1508-1587), per escriure una missa que fes que les paraules fossin tan fàcils d'entendre com fos possible. Borromeu també va suggerir que si Don Nicola, un compositor d'un estil més cromàtic, estava a Milà també ell podria compondre una missa i els dos comparar per a major claredat de textura. Borromeu va ser probable que participés o escoltés les preguntes buscant una claredat textual per la seva sol·licitud a Ruffo.
Ruffo va prendre la comissió de Borromeo de debò i es va disposar a compondre en un estil que presentà el text de manera que totes les paraules fossin intel·ligibles i el significat textual ser la part més important de la composició. El seu enfocament era per moure totes les veus en una forma homorítmica sense ritmes complicats, i per utilitzar la dissonància de manera molt conservadora. L'enfocament de Ruffo va ser sens dubte un èxit per la claredat textual i simplicitat, però si la seva música era molt teòricament pura no va ser un èxit artístic tot i els intents de Ruffo per dur interès pel quatre parts de textura monòtona. L'estil de composició de Ruffo va afavorir el text i va ser així en línia amb la preocupació percebuda del Concili amb la intel·ligibilitat. Així, la creença en els edictes forts del Concili relatius a la intel·ligibilitat del text va acabar caracteritzant el desenvolupament de la música sacra eclesiàstica.
Els efectes del Concili de Trento i la Contrareforma també va aplanar el camí als cristians ortodoxos rutens per tornar a la plena comunió amb l' Església Catòlica Romana, preservant la seva tradició bizantina. El Papa Climent VIII va rebre els bisbes rutens a la plena comunió el 7 de febrer de 1596. En virtut del Tractat de la Unió de Brest, Roma va reconèixer la continuïtat de la tradició litúrgica bizantina, els clergues casats, i la consagració de bisbes des de dins de la tradició cristiana rutena. D'altra banda, el tractat eximia específicament els rutens d'acceptar la clàusula del Filioque i del Purgatori com a condició per a la reconciliació.
El Concili de Trento va provocar altres canvis en la música: el més notablement possible el desenvolupament de la Missa brevis, els Lauda i els "Madrigals espirituals" (Madrigali Spirituali).

### El classicisme literari barroc
A més de la línia marinista i conceptista, plenes de figures retòriques dissenyades per despertar la sorpresa i l'esplendor només en el públic lector, el crític literari Ezio Raimondi identificat una línia més classificant, que rebutjava les extravagàncies marinistes (però es negava a despertar la meravella dels lectors) i que tenia per objecte educar el poble de Déu a través de la literatura "pedagògica" i civil. El focus d'aquesta tendència classificant es trobà en el cercle viciós, format al voltant del cardenal Maffeo Barberini, el futur Papa Urbà VIII (1623-1644). El mateix Urbà VIII, Tommaso Campanela, Tommaso Stigliani, Giovanni Ciampoli i Virginio Cesarini estaven entre els líders d'aquest grup de poetes, però va ser sobretot els últims en contribuir en l'estil i la producció. Cesarini, un membre de l'Accademia dei Lincei, amic de Galileo, va proposar un poema d'acord amb els principis i l'ètica cristiana que podrien provocar un sentit de patriotisme.

## La relació entre la ciència i la fe

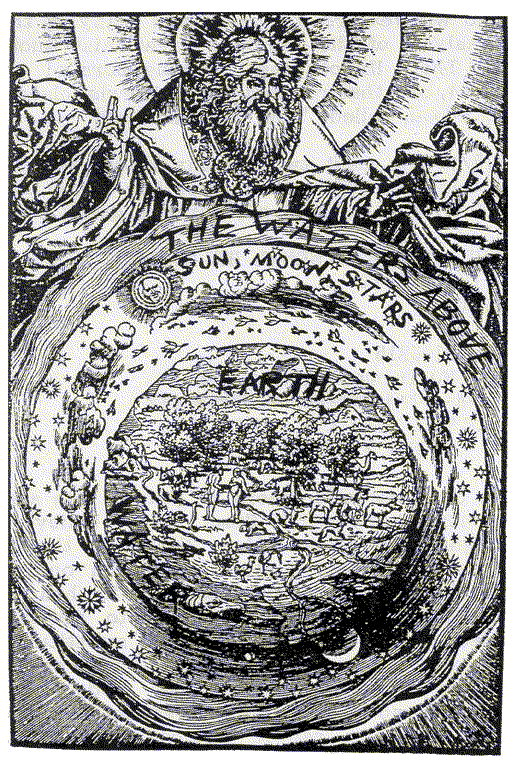
La Creació, il·lustració presa de la Bíblia de Luter. L'acte de la Creació per part de Déu Pare, que organitza l'univers en diverses esferes concèntriques, d'acord amb la teoria aristotèlica-ptolemaica. El centre de la Creació, per descomptat, és la Terra.

### Estudis recents
Recentment, els estudis històrico-literaris estan reavaluant profundament la imatge negativa que s'ha ofert durant segles d'una Església hostil a científics i perseguidora dels nous descobriments, especialment en el camp de l'astronomia. De fet, Andrea Battistini, Ezio Raimondi i Eraldo Bellini, en els seus assajos que descriuen la relació entre la literatura i la ciència, que inevitablement també van abordar la dimensió de la fe, pivoten fonamentalment en la civilització sociocultural contrareformista.

### La visió ptolemaica i el paper científic dels jesuïtes
Suposant que el text bíblic és un "auctoritas" no només en matèria de fe, sinó també per als científics, la tradició eclesiàstica havia acceptat la teoria geocèntrica del científic egipci Ptolemeu, ja que la seva teoria concedeix perfectament amb la visió antropocèntrica del cristianisme. A mesura que l'home està en el centre de la Creació, de manera que la Terra ha de ser el centre del Univers. L'Església va patrocinar iniciatives científiques tan diverses, sempre que no s'ataqués la teoria geocèntrica. Els jesuïtes, per exemple, eren considerats (al món catòlic) entre els millors estudiosos de la realitat còsmica i natural: Athanasius Kircher, Orazio Grassi i Francesco Lana de Terzi són només alguns dels científics pertanyents a la Companyia de Jesús, amb el que el propi Galileu va mantenir relacions fins al trencament que es va produir amb la publicació de "L'assaigjador". La mateixa Acadèmia Linceana va ser recolzada pel llavors cardenal Maffeo Barberini, tot i la "llibertat d'investigació" propugnada pel fundador de l'Acadèmia, el príncep Federico Cesi.

### Els Linx i Galileu: la "nova ciència"
vegeu també: Accademia Nazionale dei Lincei i Galileo Galilei
Fundada el 1603, per iniciativa del jove príncep Federico Cesi (juntament amb els seus amics de Giovanni Heckius, Francesco Stelluti i Anastasio de Filiis), l'Acadèmia de' Lincei va començar a funcionar en 1609, quan Cesi es va convertir en amo de les propietats paternes després de la mort del pare. La sort dels Lincei, però, va arribar amb l'adhesió de Galileu en 1610, donant lloc entre ells una associació científica real: si Galileu, famós per la impressió fresca Sidereus Nuncius, va donar prestigi a l'Acadèmia amb els seus membres, els altres Lincei, molt sensibles a la divulgació de la "ciència nova", dirigiren Galileu adoptar el diàleg com a gènere literari adequat per a aquest fi. Els Lincei per difondre les seves troballes, van inventar els pamflets i gasetes (en llengua vernacla), perquè es formés una consciència col·lectiva amb el profà: la prosa literària trobava una forma de comunió amb la ciència. Això també havia de basar-se en l'experiència directa, els fenòmens empírics, i no en auctoritates antics i teològica. Galileu exhibí també les Lettere Copernicane, la Bíblia és un llibre de caràcter soteriològic, perquè condueix els homes a la salvació, i no un llibre científic. «Hom no ha de conèixer l'astrologia, la filosofia o la teologia per entendre la realitat de la naturalesa, sinó les matemàtiques i la física, com el llibre de l'univers pensa d'acord amb els càlculs, i no al voltant de les disputes acadèmiques», com Galileu diu disputant amb el jesuïta Orazio Grassi a Il Saggiatore: 
| «                                                                                                  | La filosofia està escrita en aquest gran llibre que està contínuament obert als nostres ulls (dic l'univers), però no es pot entendre si no és que un aprèn a comprendre l'idioma, per conèixer els personatges, en que està escrit. Està escrit en llenguatge matemàtic, i els seus caràcters són triangles, cercles i altres figures geomètriques, sense les quals és humanament impossible entendre una paraula; sense aquests s'està vagant en un laberint fosc. | » |
| — Galileo Galilei, Il Saggiatore, a Opere, Vol.I, a cura de Francesco Brunetti, 2005, pp. 631-632. | |   |

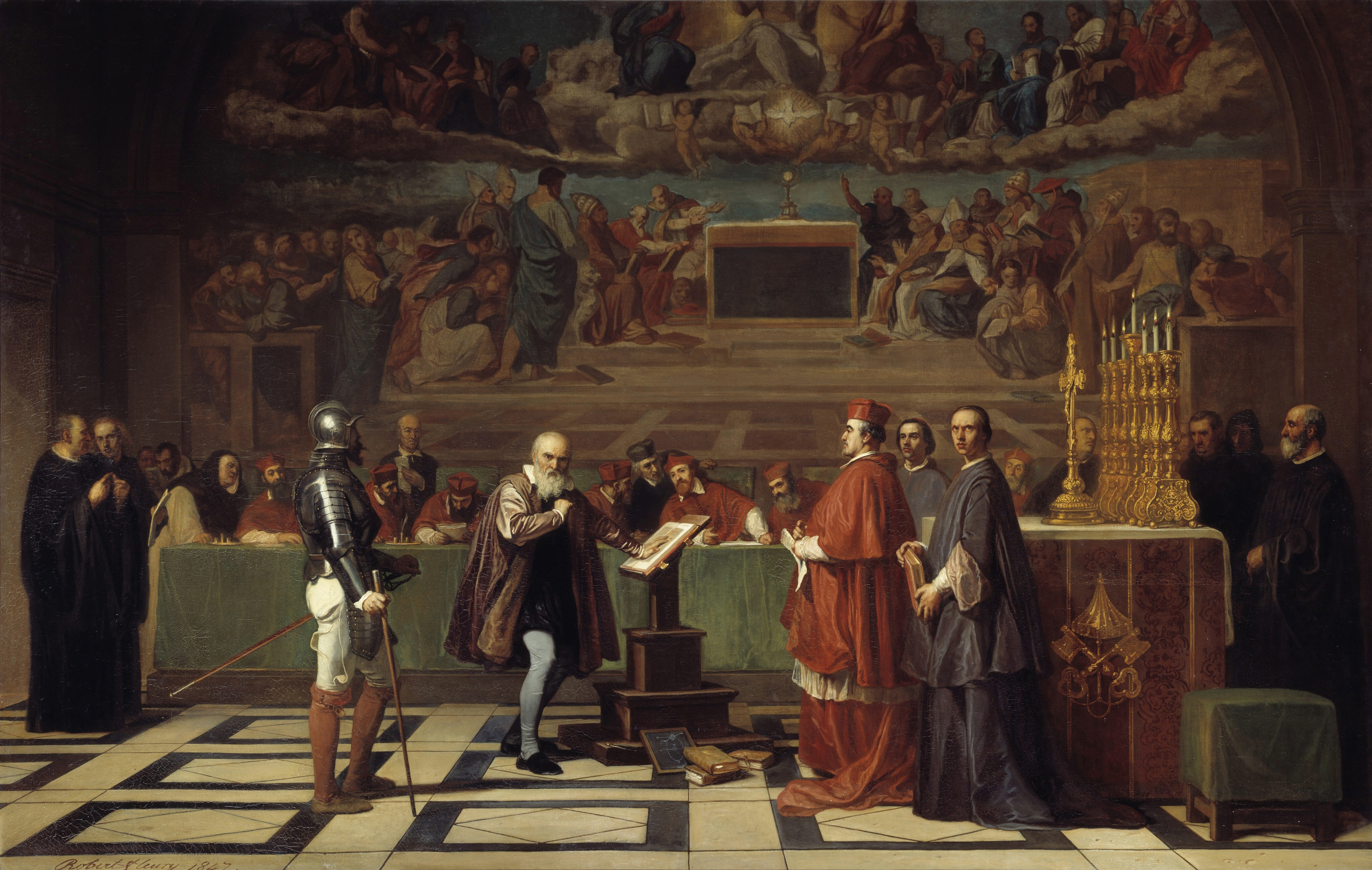
Joseph-Nicolas Robert-Fleury: El procés de Galilei

L'Església, en la persona del cardenal Belarmino, es va oposar a la reactivació del copernicanisme en la seva qualitat galileiana, ja que no conciliava amb algunes escriptures, com Jo 10:12-13. El Cardenal va tractar de persuadir Galileu a desistir, des de la sentència del Sant Ofici de 1616, perquè no defensés una tesi "versemblant" només com a forumulacions matemàtiques en privat, però no imaginables en la seva acceptació pràctica. L'ascens posterior al tron papal del pro-Linceu Urbà VIII va fer creure a Galileu que podria donar suport lliurement a aquest punt de vista, però estava equivocat. El xoc entre aquests dos corrents de pensament i interpretació de la realitat va aconseguir el seu clímax amb la condemna pel Sant Ofici, el Diàleg Sobre els Dos Grans Sistemes del Món, que va causar un gran enrenou entre els opositors de la Contrareforma catòlica.

### Estudis del calendari
Més celebracions de dies festius i esdeveniments similars van plantejar la necessitat de tenir aquests esdeveniments fossin seguits molt de prop al llarg de les diòcesis. Però hi havia un problema amb la precisió del calendari: al segle xvi, el calendari Julià gairebé estava deu dies fora de sintonia amb les estacions i els cossos celestes. Entre els astrònoms als que se'ls va demanar treballar en el problema de com es podia reformar el calendari estava Nicolau Copèrnic, un canonge de Frombork (Frauenburg). A la dedicactòria de De revolutionibus orbium coelestium (1543), Copèrnic esmentava la reforma del calendari proposat pel Cinquè Concili del Laterà (1512-1517). Com ell mateix explica, un mesurament adequada de la durada de l'any era una base necessària reforma al calendari. Per implicació, el seu treball de reemplaçament del sistema de Ptolemeu amb un model heliocèntric va ser motivada en part per la necessitat de la reforma del calendari.
El nou calendari real va haver d'esperar fins al calendari gregorià en 1582. En el moment de la publicació, De revolutionibus va passar amb relativament pocs comentaris: poc més que una conveniència matemàtica que simplificava les referències astronòmiques per a un calendari més exacte. L'evidència física que suggeria la teoria de Copèrnic respecte del moviment de la Terra era literalment certa promovia l'heretgia en contra del pensament religiós de l'època. Com a resultat d'això, Galileo Galilei va ser posat sota arrest domiciliari, realitzat a Roma, Siena, Arcetri i Florència, per la publicació d'escrits "vehementment sospitosos de ser herètics", i els seus opositors condemnaren la teoria heliocèntrica i van prohibir temporalment el seu ensenyament a 1633.

## Historiografia

### Orígens: Paolo Sarpi i Pietro Sforza Pallavicino
vegeu també: Paolo Sarpi i Pietro Sforza Pallavicino

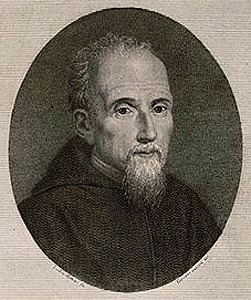
Desconegut, Paolo Sarpi, gravat del. Sarpi va ser el primer intel·lectual de lidiar amb el Concili de Trento des del punt de vista històric.

Paolo Sarpi, el frare venecià de l'Ordre dels Servents de Maria, que s'oposà a la interferència del Papa Pau V en els assumptes jurisdiccionals de la República de Venècia, en 1619 publicà a Londres la seva obra més famosa, "La història de Concili de Trento", on assenyalà l'avidesa del Papat, qui, ajudat per Castella, va ser capaç d'imposar la seva voluntat sobre la col·legialitat dels bisbes per aconseguir els seus propòsits temporals.
El treball de Sarpi, immediatament posat a l'Índex, va empènyer la Cúria confiar a l'intel·lectual (i cardenal des del 1659) Pietro Sforza Pallavicino una obra treball que pogués fer front a la de Sarpi. El prelat va escriure, per tant, la "Història del Concili de Trento" (1656-1657). Obra notablement més clara i menys apassionada (i per tant menys ideològica, la Història està construïda amb un mètode més eficient que el vell frare venecià.

### El naixement del concepte de la Contrareforma
El terme Contrareforma no es va utilitzar en els segles xvi i xvii, però va ser encunyat per Johann Stephan Putter, professor jurista de Göttingen, en 1776. Putter, amb aquesta paraula, volia indicar la reacció de l'Església a la Reforma luterana a través de:
- la redefinició i reafirmació dels dogmes discutits pel protestantisme.
- la condemna de la Reforma protestant com heretgia.
- la persecució dels heretges.
- la censura dels textos i de qualsevol opinió, si no s'ajustava a les línies eclesiàstiques.

### Reforma Catòlica i Contrareforma: la historiografia delseglexx

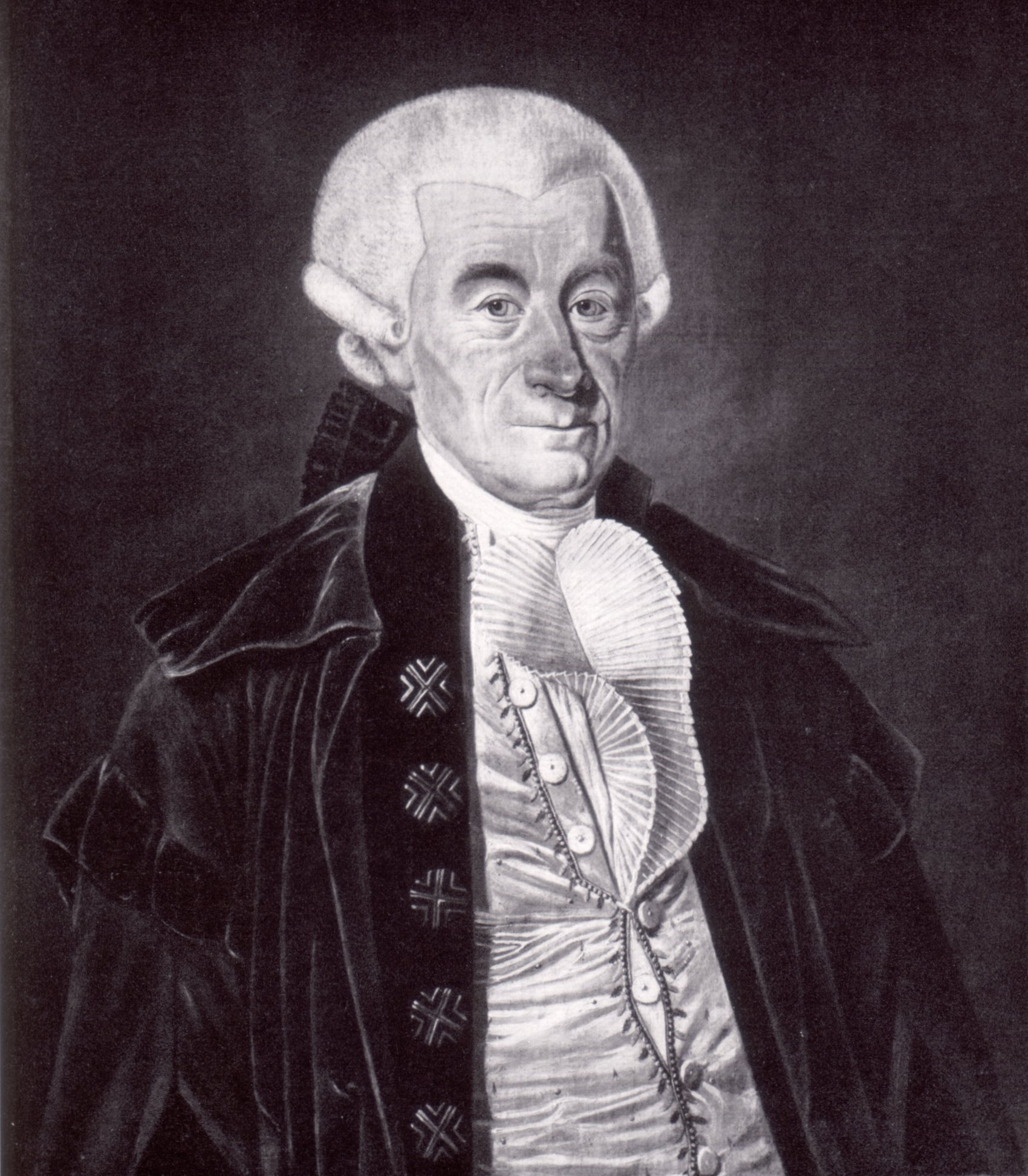
Johann Stephan Putter, que va encunyar el terme "Contrareforma"" en 1776

Els principals historiadors actuals tendeixen a donar suport a la coexistència de dos aspectes diferents i paral·lels en la realitat del catolicisme del segle XVI: la "Reforma catòlica" i la "Contrareforma". El primer d'ells va ser un protestant, Karl Peter Wilhelm Maurenbrecher, que va escriure en 1880 la "Geschichte der Katholischen Reformation". Després d'ell, els historiadors Ludwig von Pastor, Joseph Lortz, Lucien Febvre, Delio Cantimori, Erwin Iserloh, Giacomo Martina, Giuseppe Alberigo, Mario Bendiscioli, Pier Giorgio Camaiani, Jean Delumeau, Paolo Prodi i d'altres van continuar reflectint i processant la dimensió històrica i religiosa del post-catolicisme tridentí entre la reforma i la contrareforma. Va ser sobretot l'historiador alemany Hubert Jedin qui identificà i definí els dos moviments separats com en la història de l'Església Catòlica. Quin seria, doncs, la diferència entre la Reforma Catòlica i la Contrareforma: la Reforma Catòlica tendeix a enfocar els elements de transformació que l'Església va fer en aquest període, de procedir a la definició del seu dogma i la realització d'una "alteritat" en comparació amb el món protestant; La Contrareforma remarca, però, el marcat contrast amb el protestantisme i l'aplicació dels decrets conciliars en les esglésies locals i mitjançant l'establiment d'òrgans específics (el Sant Ofici, la Inquisició Romana, l'Índex de llibres prohibits) per vigilar l'ortodòxia tridentina. Jedin escriu bé en aquest sentit:
| « | Per tant, el concepte de «reforma catòlica» com el de «Contrareforma» assumeix el terme «reforma» la denominació històrica de la crisi protestant donant com a resultat la fractura de la fe i de l'Església […] Mentrestant W. Maurenbrecher, depenent de la Ranke, havia adoptat (1880) el terme «reforma catòlica» per descriure l'auto-renovació operada per l'església, especialment a Itàlia i Espanya, que reanudava els intents de reforma de l'Edat Mitjana tardana… donem preferència a aquest designació de reforma catòlica" | » |
| — Jedin, H. «Storia della Chiesa: Riforma e controriforma : crisi, consolidamento, diffusione missionaria (XVI - XVII sec.)». A: E. Guerriero. Storia della Chiesa (en italià). Vol.VI. Jaca Book, 1993, p. 513. | |   |

Però cal no oblidar la persistència substancial d'una tendència historiogràfica que s'oposa a aquesta línia d'interpretació. Entre els estudiosos que han proposat les opinions en conflicte, es pot esmentar Giovanni Miccoli, que es dedica a aquesta qüestió en el paràgraf final del seu famós assaig "La història religiosa", dedicar a la "Crisi i restauració catòlica al segle XVI".

## Figures principals
| Pontífexs - Pau III (1534-1549) - Juli III (1550-55) - Pau IV (1555-59) - Pius IV (1559-65) - Pius V (1566-72) - Gregori XIII (1572-85) - Sit V (1585-90) - Climent VIII (1592-1605) - Pau V (1605-1621) - Gregori XV (1621-1623) - Urbà VIII (1623-1644) - Innocenci XI (1676-1689) Religiosos - Ignasi de Loiola - Carles Borromeo - Teresa de Jesús - Joan de la Creu - Francesc de Sales - Francesc Xavier - Felip Neri | Teolègs - Roberto Bellarmino - Luis de Molina - Cornelius Jansen - Miguel de Molinos - Jacques-Bénigne Bossuet - Péter Pázmány Reis i polítics - Felip II de Castella - Caterina de Mèdici - Enric de Guisa - Ferran II del Sacre Imperi Romanogermànic - Enric IV de França - Armand Jean du Plessis de Richelieu - Felip IV de Castella - Gaspar de Guzmán y Pimentel - Albrecht von Wallenstein - Lluís XIV de França - Maria I d'Anglaterra - Segimon I Jagelló el Vell - Segimon II August | Artistes, intel·lectuals i científics - Alessandro Scarlatti - Alessandro Tassoni - Antonio Vivaldi - Artemisia Gentileschi - Benedetto Castelli - Blaise Pascal - Caravaggio - René Descartes - Miguel de Cervantes Saavedra - Claude Lorrain - Claudio Monteverdi - Diego Velázquez - El Greco - Emanuele Tesauro - Federico Cesi - Francesco Borromini - Francisco de Quevedo - Galileo Galilei - Giordano Bruno - Jean-Baptiste Lully - Giovan Battista Marino - Giovanni Botero - Giovanni Pierluigi da Palestrina - Gian Lorenzo Bernini - Luis de Góngora y Argote - Nicolas Poussin - Paolo Sarpi - Pietro Sforza Pallavicino - Virginio Cesarini |